# Voie rapide
Pour l’article homonyme, voir Voie rapide (film).

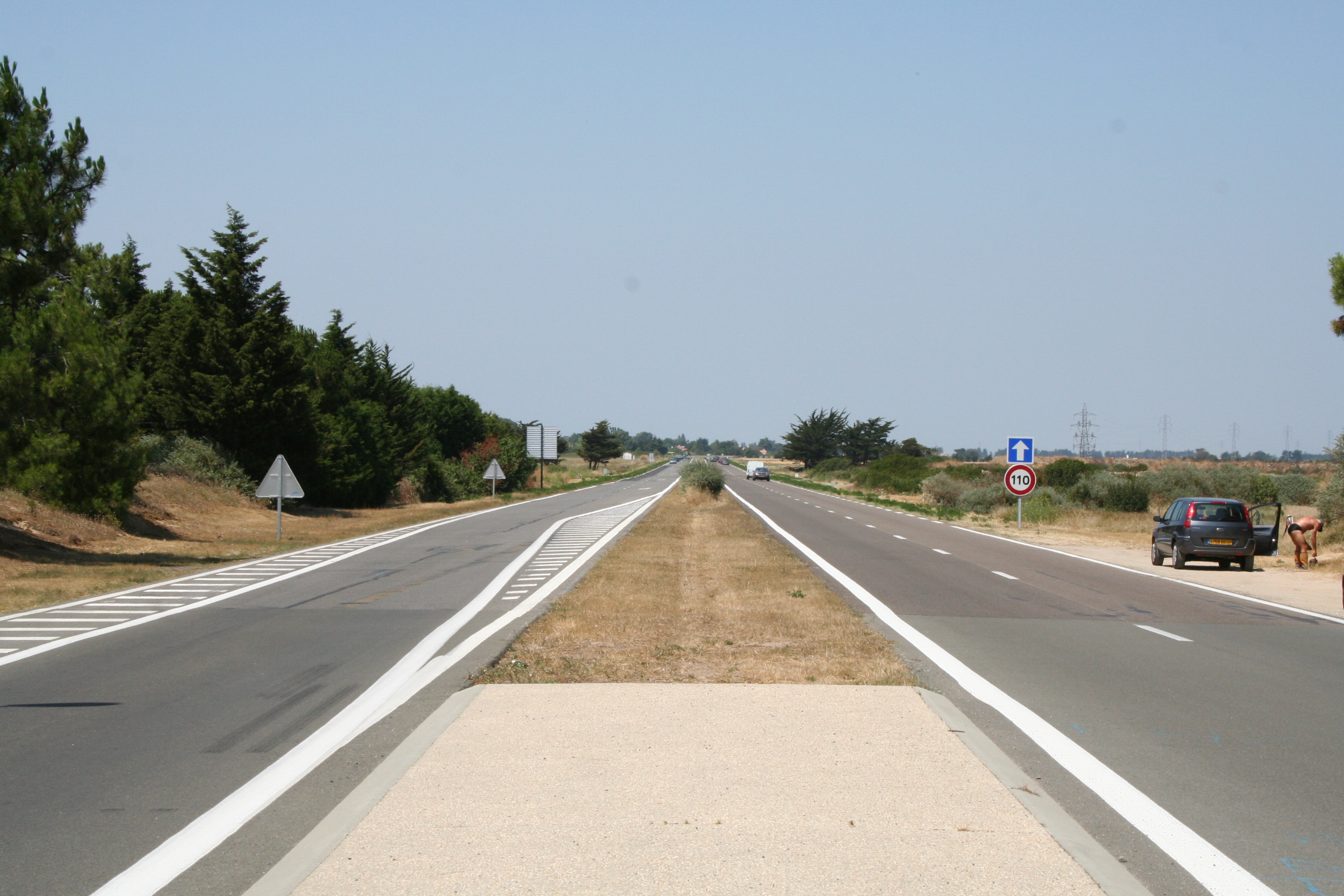
La voie rapide de l'île de Noirmoutier en France.

Une voie rapide ou voie express est en Europe une route réservée à la circulation des véhicules motorisés et dont les croisements sont réduits, supprimés ou aménagés afin d'éviter les arrêts de circulation, mais qui n'atteignent pas les caractéristiques des autoroutes auxquelles elles peuvent ressembler. La définition exacte de la route expresse peut sensiblement varier selon les conventions internationales.
Elle peut notamment avoir des chaussées séparées d'au moins deux voies dans chaque direction et comportant des accès dénivelés via des échangeurs (pas d'accès direct). Cependant ses caractéristiques techniques sont moins bonnes que celles des autoroutes, et dans certains pays, la différence tient au statut juridique qui leur est attribué.
Les appellations faisant l'objet de textes internationaux sont voie express (déclaration de 1950), route expresse (CEE-ONU), et voie rapide (Union européenne). Ces trois expressions partagent une même traduction en langue anglaise avec l'expression express road. Toutefois, certains pays anglophones n'ayant pas signé ces textes internationaux sont plus habitués à d'autres expressions comme highway, expressway ou freeway dont la sémantique est propre à la langue anglaise.
La dénomination utilisée au Canada dépend de la province ; l'expression chemin à accès limité est utilisée au Québec, alors qu'en Ontario il s'agit plutôt de routes à accès limité.

## Histoire

### Prémices
Avant l’émergence de la voiture, la vocabulaire voie express a été utilisé pour les trains express. En 1934, le journal La France municipale se fait l'écho de rumeurs qui prévoient des voies express souterraines traversant Paris, avec des routes de déviation à croisement dénivelés. En 1942, le journal Paris-Soir publie un billet suggérant l'établissement de voies express souterraines pour décongestionner la ville de Paris de son trafic de surface écrit par Pierre Devaux.
En 1950, une déclaration internationale européenne prévoit l’existence de voies express, sans accès aux propriétés, et aux croisement spécifiques. En 1956, La Technique sanitaire et municipale voit une différence entre les autoroutes intégrales et les voies express : les voies express étant alors vues comme des routes où des croisements à niveau peuvent être admis, mais considère aussi qu'une autoroute ou une voie expresse peuvent être réalisées en 2 × 2, 2 × 3 ou 2 × 4 voies.
La Technique sanitaire et municipale considère en 1963 le boulevard périphérique comme une voie express qui permet une limitation de vitesse plus élevée qu'en agglomération.
En 1965, est construit à Paris, sur la rive droite de la Seine, entre le boulevard Murat et le quai de Bercy, une voie express Est-Ouest permettant de traverser Paris sans croisement et sans feu tricolores,. Elle est inaugurée le 22 décembre 1967 par Georges Pompidou. Cette voie permet d'éviter 22 ponts et est dotée de 7 passages souterrains. Est aussi construite une voie express Nord-Sud, passant le long du canal Saint-Martin.
Les débits de la nationale 7 conduisent en 1967, en France, à envisager de la transformer en voie express. En 1971, le projet de voie express sur la rive gauche de la Seine de Paris a été dénoncé en raison de ses inconvénients et en 1971, l'association pour une Route Centre-Europe Atlantique (RCEA) obtient l'inscription au schéma directeur français de 1 850 kilomètres de voies dont 400 kilomètres d'autoroute et 800 kilomètres de route express.

### Cadre historique et international
En 1957, une étude sur les États-Unis fait apparaître le lien entre autoroute, freeway et express-way ; en effet, les grandes routes nouvelles qui suivant les dispositions de leurs accès portent des noms divers :
- express-way, quand les croisements à niveaux différents sont en grande majorité ;
- freeway, quand tous les croisements sont dénivelés, ce qui correspond aux caractéristiques de nos autoroutes.

Sur les freeways, l'auteur précise que « les raccordements entre voies qui se croisent à niveaux différents ou avec la viabilité générale sont souvent assurés de façon qu'il y ait une piste spéciale pour chaque possibilité d'échange afin d'éviter tout point de conflit; et on peut alors admirer un entrelacement de chaussées aux tracés extraordinaires dont les circonvolutions sont telles que le conducteur y perd son sens de l'orientation et doit suivre attentivement les indications des signaux. »
Dès 1968, la Convention de Vienne sur la circulation routière établit la distinction entre des autoroutes, et des routes de caractère similaire. La même année, la Convention de Vienne sur la signalisation routière réglemente le concept de route où les règles de circulation sont les mêmes que sur une autoroute; ainsi, le signal E6a indique une « Route pour automobiles » (c'est-à-dire de véhicule à moteur hors tracteurs) pour les routes autres que les autoroutes, qui sont réservées à la circulation automobile et ne desservent pas les propriétés riveraines. Le signal E6b indique la « Fin de route pour automobiles ». Elle définit les couleurs bleue et verte pour ces signaux.
En 1999, l'Union européenne établit dans les différentes langues une formulation autoroutes ou de routes à deux voies (chaussées séparées) ayant des caractéristiques similaires pour désigner les routes éligibles à l'eurovignette.
En 2002, le traité TRANS/SC.1/2002/3 prévoit trois types de routes : les autoroutes, les routes expresses et les routes ordinaires ; il définit la route expresse comme une route réservée à la circulation automobile, seulement accessible par des échangeurs ou des carrefours réglementés et sur laquelle, en particulier, il est interdit de s'arrêter et de stationner sur la chaussée. Mais en 2008, une route express désigne une route réservée à la circulation automobile, seulement accessible par des échangeurs ou des carrefours réglementés, qui interdit de s’arrêter et de stationner sur la chaussée ; et qui ne croise à niveau ni voies de chemin de fer, ni voies de tramway, ni chemins pour la circulation de piétons.
Le réseau routier du Mashreq Arabe est doté d'une catégorie de routes dénommées routes express qui est d'un statut inférieur à celui des autoroutes, du fait de la présence de croisements au niveau du sol (c'est-à-dire de même niveau).

## Schéma européen et africain
Les normes en vigueur dans la majeure partie des pays européens peuvent fournir une classification précise des routes qui présentent certaines des caractéristiques d'une autoroute, sans répondre suffisamment aux critères pour être classées autoroutes.
Suivant les pays, les routes expresses peuvent avoir différentes caractéristiques géométriques : être à deux chaussées séparées, ou être à deux fois une voie sur une même chaussée.
Les caractéristiques techniques obligatoires varient de pays en pays. Par exemple, dans certains pays, le transit sur ces routes est soumis à certaines formalités. Dans tous les cas, les voies rapides sont de catégorie inférieure aux autoroutes, et de catégorie supérieure aux voies routières ordinaires. La limite de vitesse y est souvent comprise entre 90 et 113 km/h.
Aux États-Unis le Manual on Uniform Traffic Control Devices établit une différence entre les freeway et les expressway.
Au Canada, le service TAC-ATC établit dans son glossaire une différences entre les freeway et les expressway sur la base de la présence possible d'intersections.
La table suivante montre la situation dans seize pays européens.
| Pays               | Symbole de signalisation | Limite de vitesse km/h                      | Accès payant                                                                  | traduction UE 1315/2013 & 97/11)                | Dénomination officielle selon les règles nationales | Double voie obligatoire         | Longueur |
| ------------------ | ------------------------ | ------------------------------------------- | ----------------------------------------------------------------------------- | ----------------------------------------------- | --- | ------------------------------- | -------- |
| Allemagne          |                          | aucune limitation sauf indication contraire | Non                                                                           | Schnellstraße/Schnellstraßen                    | Le signal de routes réservée aux véhicules à moteur (Kraftfahrstraße) n'identifie pas une route du point de vue de ses caractéristiques techniques. Il peut notamment se trouver sur des routes à une voie/chaussée, à deux voies/chaussées, sur une route sans ou avec intersection de même niveau. Les mots Schnellstraße et Schnellverkehrsstraße sont synonymes et sont utilisés pour indiquer de manière générique une route à circulation rapide. Les routes extra-urbaines à chaussée/voie double disposant d'au moins deux voies par sens de circulation sont généralement appelées (en italien) autostrade gialle, et en allemand Gelbe Autobahn (selon la couleur utilisée dans la signalisation), ou routes similaires à l'autoroute, en allemand autobahnähnliche Straße. Ces (en italien) autostrade gialle peuvent même ne pas être soumise à restrictions d'accès. | Non                             |          |
| Autriche           |                          | 100                                         | Oui (vignette)                                                                | Schnellstraße/Schnellstraßen                    | Sont dénommées Schnellstraße les routes payantes à vignette, identifiées du sigle S, réservées à la circulation des véhicules à moteur. La voie double n'est pas toujours présente mais les intersection sont à un niveau sfalsati. Le signal Autostraße qui interdit la circulation aux véhicules non motorisés se situent toujours à l'entrée de la Schnellstraße mais peut aussi se trouver sur d'autres types de routes. | Non                             |          |
| Danemark           |                          | 80 (90 si indication)                       | Non                                                                           | motortrafikvej/motortrafikveje                  | Motortrafikvej | Non                             |          |
| Estonie            |                          | 90 en hiver ou 110 en été                   | Non                                                                           | Kiirmagistraal on mootorsõidukite               | | Non                             | 121 km   |
| Finlande           |                          | 100                                         | Non                                                                           | Moottoriliikennetie / moottoriliikenneteiden    | Moottoriliikennetie | Non                             | 7 112 km |
| France             |                          | 110                                         | Non                                                                           | Route à accès réglementé                        | Le signal de route à accès réglementé n'identifie pas une route du point de vue de ses caractéristiques techniques. Il peut notamment se trouver sur des routes à chaussées séparées ou non. Après le signal C107, sauf indication contraire, la vitesse maximale des véhicules est fixée à 110 km/h. Le Code de la voirie routière définit la notion de route express, accessible en des points déterminés, et sur lesquelles il peut y avoir, sans que cela ne soit systématique, des restrictions d'accès. | Non                             |          |
| Hongrie            |                          | 110                                         | Non                                                                           | Brza cesta                                      | | Non                             | 204 km   |
| Italie             |                          | 110                                         | Oui (depuis 2016)                                                             | superstrada SGC- Strada di Grande Comunicazione | Autostrada extraurbana cat. B (it) Pedemontana Veneta | Oui                             | 94 km    |
| Italie             | 110                      | Non                                         | Strada extraurbana principale (it) Route à chaussées séparées                 | superstrada SGC- Strada di Grande Comunicazione | Non | Liste des Superstrade en Italie |          |
| Italie             |                          | 90                                          | Non                                                                           | superstrada SGC- Strada di Grande Comunicazione | Strada extraurbana secondaria (it) Route à chaussées non séparées | Non                             |          |
| Norvège            |                          | 90                                          | Non                                                                           | /                                               | Motortrafikkvei | Non                             | 453 km   |
| Pays-Bas           |                          | 100                                         | Non                                                                           | autoweg/autowagen                               | Autoweg | Non                             |          |
| Pologne            |                          | 100/120                                     | Non                                                                           | Droga ekspresowa / dróg szybkiego ruchu         | Droga Ekspresowa | Non                             | 818 km   |
| Royaume-Uni        |                          | 60 mph (97 km/h) / 70 mph (113 km/h)        | Non                                                                           | Express road                                    | Special road, | Non                             | 5 000 km |
| République tchèque |                          | 130                                         | Oui (vignette)                                                                | Rychlostní silnice / rychlostních silnic        | Silnice pro motorová vozidla (già Rychlostní silnice) | Oui                             |          |
| Slovaquie          |                          | 130                                         | Oui (vignette)                                                                | Rýchlostná cesta                                | Rýchlostná cesta/Cesta pre motorové vozidlá | Oui                             |          |
| Slovénie           |                          | 110                                         | Oui (vignette)                                                                | Hitra cesta                                     | | Oui                             |          |
| Espagne            |                          | 120                                         | Non                                                                           | vía rápida                                      | Autovía | Oui                             |          |
| Espagne            |                          | 90                                          | Non                                                                           | vía rápida                                      | Vía para automóviles (già Vía Rapida) | Non                             | 100 km   |
| Suède              |                          | 90                                          | Non                                                                           | motortrafikled / motortrafikleder               | Motortrafikleds | Non                             | 2 720 km |
| Suisse             |                          | 100                                         | Généralement (vignette sur les semi-autoroutes nationales) / Non (cantonales) | -                                               | (de) Autostrasse, semi-autoroute, (it) Semiautostrada | Non                             | 282 km   |
| Bulgarie           |                          |                                             |                                                                               | Високоскоростен                                 | |                                 |          |
| Grèce              |                          |                                             |                                                                               | Οδός ταχείας κυκλοφορίας                        | |                                 |          |
| Lituanie           |                          |                                             |                                                                               | Greitkelis / greitkelių                         | |                                 |          |
| Lettonie           |                          |                                             |                                                                               | Ātrsatiksmes ceļš / ātrgaitas šoseju            | |                                 |          |
| Irlande            |                          | 100                                         |                                                                               |                                                 | |                                 |          |
| Malte              |                          |                                             |                                                                               | Triq li tgħaqqad bliet                          | |                                 |          |
| Roumanie           |                          |                                             |                                                                               | șosea expres este                               | |                                 |          |
| Portugal           |                          |                                             |                                                                               | via rápida /vias rápidas                        | |                                 |          |

| Pays  | Symbole de signalisation | Limite de vitesse km/h | Accès payant | Dénomination officielle selon les règles nationales | Double voie obligatoire | Longueur |
| ----- | ------------------------ | ---------------------- | ------------ | --------------------------------------------------- | ----------------------- | -------- |
| Maroc |                          | 100                    | Non          | Non                                                 | Oui                     | 2 177 km |

### Route express en Europe

#### Dans les traités européens
En Europe, les routes express sont une catégorie de route situées entre l'autoroute et la route ordinaire. Elles s'inscrivent dans une hiérarchie du droit, mais pas nécessairement dans la hiérarchisation de la numérotation des routes.
Au niveau international, dans la langue anglaise, cette notion est connue sous le terme d' express road à la fois dans les documents de l'ONU et de l'Union européenne. Toutefois, les traductions officielles et originaux en langue française utilisent l'expression route express (ONU), et voie rapide (union européenne), du fait de leurs traductions différentes.
| Déclaration de 1950 | Commission économique pour l'Europe des Nations unies (CEE-ONU). | législation européenne, Règlement (EU) No. 1315/2013, article 17 | Convention d'Espoo |
| « La construction le long des voies d'évitement et des voies express avec accès direct de l'immeuble à ces voies ne sera pas autorisée sur ces routes. L'accès aux voies d'évitement et aux voies express ne se fera qu'à des points spécialement désignés etspécialement aménagés. » | « Une route express désigne une route réservée à la circulation automobile, seulement accessible par des échangeurs ou des carrefours réglementés, - i) qui interdit de s’arrêter et de stationner sur la chaussée; - ii) qui ne croise à niveau ni voies de chemin de fer, ni voies de tramway, ni chemins pour la circulation de piétons. » | * « Une voie rapide est une route destinée à la circulation automobile, qui est accessible essentiellement à partir d'échangeurs ou de jonctions contrôlées et qui : - i) n'autorise ni l'arrêt ni le stationnement sur la chaussée ; et - ii) ne croise à niveau ni voie de chemin de fer, ni voie de tramway. » | * « L'expression route express désigne une route réservée à la circulation automobile, accessible seulement par des échangeurs ou des carrefours réglementés et sur laquelle, en particulier, il est interdit de s'arrêter et de stationner sur la chaussée. » |
| Ce texte est établi en deux langues de l'ONU : express road an anglais, voie express en français | Ce règlement est traduit en trois langues de la CEE-ONU : express road an anglais, Скоростная дорога en russe | Ce règlement est traduit en plusieurs langues officielles de l'UE et les traductions officielles de ce règlement utilisent les expressions express road en anglais, Schnellstraße en allemand, vía rápida en espagnol, ou superstrada en italien.                                                                 | Ce règlement est traduit en trois langues de la CEE-ONU : express road an anglais, скоростная дорога en russe |
| Development with direct individual access to the bypasses or the through express roads shall not beallowed. Access Bypasses and through express roads shall be accessible only at points specially provided and designated.                                                           | An express road is a road reserved for motor traffic accessible from interchanges or controlled junctions only and which: (i) Prohibits stopping and parking on the running carriageway(s); and (ii) Does not cross at level with any railway or tramway track, or footpath.                                                                  | An express road is a road designed for motor traffic, which is accessible primarily from interchanges or controlled junctions and which: (i) prohibits stopping and parking on the running carriageway; and (ii) does not cross at grade with any railway or tramway track.                                       | Express road means a road reserved for motor traffic accessible only from interchanges or controlled junctions and on which, in particular, stopping and parking are prohibited on the running carriageway(s)                                                  |

#### En pratique

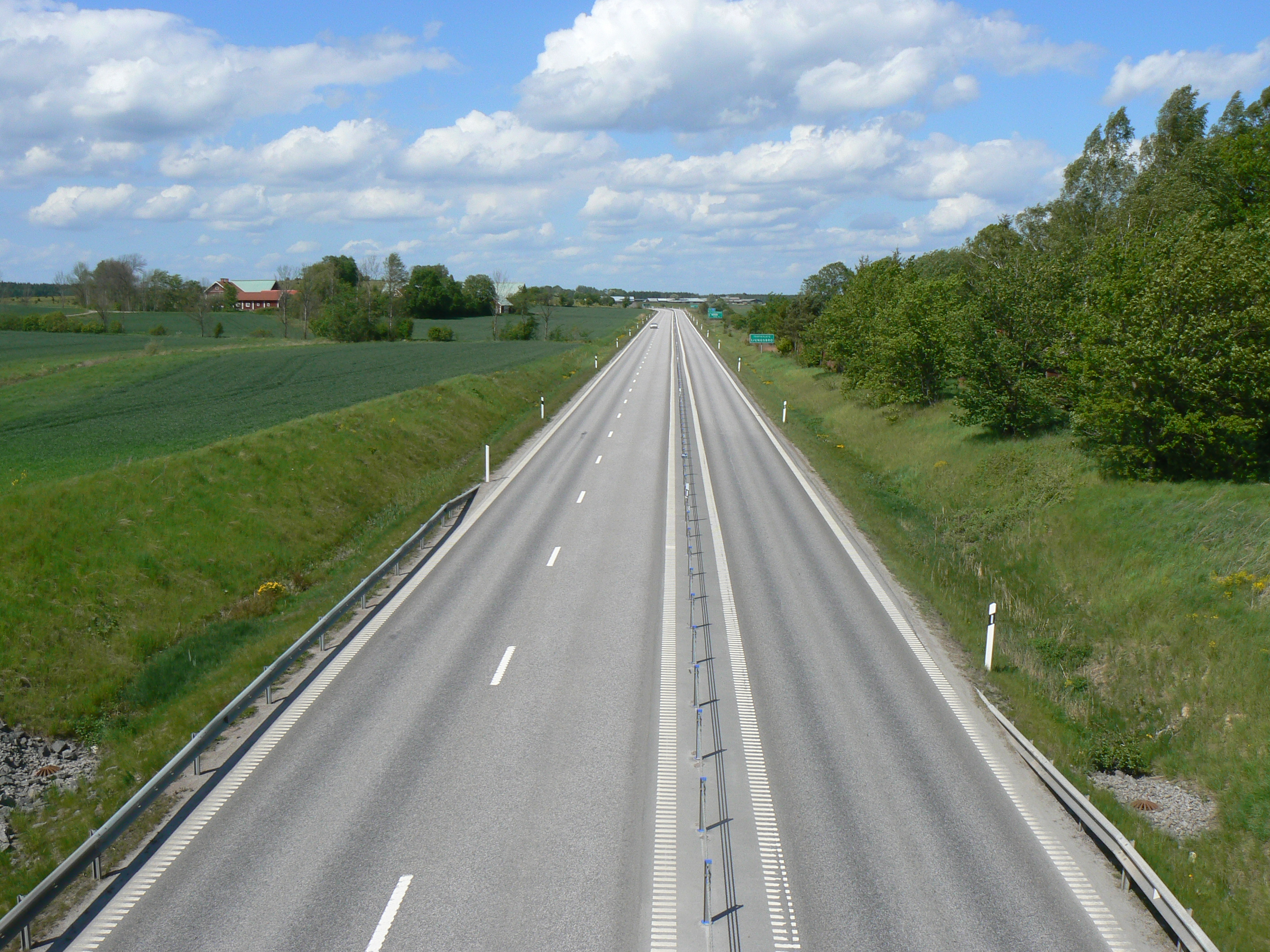
Une voie rapide (Finlande).

Les routes express font partie du Trans European Road Network (TERN).
Ces routes existent dans la plupart des pays européens, mais en raison des différentes langues parlées, y portent des noms différents, et peuvent parfois être classées dans différentes catégories de la classification nationale.
La conception de ces routes varie aussi à la fois entre les différents États membres, mais aussi à l'intérieur d'un même État membre.
De ce fait, le concept de route express ne peut pas être défini à l'échelle européenne en termes de caractéristiques de conception géométrique, mais seulement à partir des caractéristiques fonctionnelles : une route de capacité medium à haute, ou une route de trafic de longue distance, avec des accès limités et fermée au trafic non motorisé.
Ces routes sont construites sur la base d'un trafic attendu et des ressources disponibles (la route express est meilleur marché que l'autoroute), et éventuellement des considérations environnementales. Elle se distingue des autoroutes par le fait que la sécurité n'y est pas autant considérée, bien que l'on trouve des éléments de sécurité : chaussée séparée, échanges dénivelés, et la conception du côté de la route.
Les routes express peuvent exister dans des zones urbaines, par exemple certaines routes périphériques, mais existent aussi en zones rurales.
Les routes express sont reconnues nécessaires par le Trans-European Road Network défini en 1993. Ce réseau est constitué aux deux tiers d'autoroute. Pour le tiers restant, des routes ordinaires peuvent suffire pour un trafic inférieur à 5 000 véhicules jour, mais pour les trafics compris entre 5 000 et 10 000 à 15 000 véhicules jour, la route express peut être considérée comme une meilleure solution.
Dans le cadre du TERN, les recommandations pour les routes express sont les suivantes :
- absence de tronçon urbain ;
- interdiction de stationner et de s’arrêter sur la voie ;
- interdiction des véhicules lents : bicyclettes, piétons et animaux ;
- une largeur de voie minium de 3,5 m ;
- disposer d'un marquage de lignes d'angle et de ligne centrale ;
- permettre un trafic sur une hauteur de 4,5 m ;
- disposer de points d'appel d'urgence ;
- disposer d'aires de service à une distance maximale de cent kilomètres, accessible depuis la route et permettant de s'approvisionner en carburant à toute heure du jour ou de la nuit.

Le groupe de travail START a classé les routes express en trois types :
- type 1 : chaussées non séparées, mais d'une largeur supérieure à 11 mètres ;
- type 2 : chaussées séparées avec croisement en rond-point ou dénivelés, mais sans franchissement du terre plein central ;
- type 3 : chaussées séparées avec croisement dénivelés.

Le travers des routes express peut varier : (2 × 2 voies avec séparation des flux en directions opposées, par un terre plein non bitumé le plus souvent) ou chaussées non séparées (1 × 2 voie norme, 1 × 2 voies larges, ou 2 + 1 avec voie centrale alternativement attribuée à une direction puis à l’autre). La plupart des routes express disposent d'un bas côté. Les chaussées séparées se trouvent plus facilement à proximité des grands pôles urbains et des centres économiques.
Au Royaume-Uni et en Irlande, les voies express sont ouvertes au trafic non motorisé, contrairement aux autres pays, à l'exception de quelques routes en Suède et au Portugal. Pour cette raison, les routes présentes en Irlande et au Royaume-Uni sont considérées comme des routes à chaussées séparées, et non comme des voies express.
La plus grande des limitations de vitesse des routes express est comprise entre 80 km/h et 120 km/h, suivant les pays.
En France, la distance entre deux points d'accès est généralement supérieure à dix kilomètres.
Aux Pays-Bas, le concept le plus proche de la voie express est le concept d'autoweg.

#### Jurisprudence
Dans l'affaire C‑142/07, Ecologistas en Acción-CODA contre Ayuntamiento de Madrid, la Cour de justice de l'Union européenne a considéré que — pour des raisons de droit — la définition d'une « route expresse » dans le contexte des directives 85/337 et 97/11/CE est celle de l'accord du 15 novembre 1975. De plus, la CJUE considère qu'« en l’absence d’exclusion explicite des routes situées en agglomération, les termes « voies rapides » recouvrent les voies urbaines qui correspondent aux caractéristiques prévues ».
Ainsi, dans certaines directives de l'Union européenne, le terme route express (ou voie rapide) couvre l'ensemble des routes ayant les caractéristiques d'une route express, quand bien même elle ne participerait pas au réseau des grandes routes de trafic international régi par un accord international de 1975.

#### Définitions des routes rurales à grande vitesse en Europe
En Finlande, les routes rurales à grande vitesse sont des routes à chaussée unique, limitées à 80 km/h, elles comptent 7 112 kilomètres. On y dénombrait en moyenne 78 morts par an sur la période 2011-2013.
Au Royaume-Uni, 5 000 kilomètres de routes limitées à 113 ou 97 km/h peuvent être considérées comme des routes rurales à grande vitesse. On y dénombrait en moyenne 139 morts par an sur la période 2011-2013.
En Pologne, 818 kilomètres de route peuvent être considérées comme des routes rurales à grande vitesse. On y dénombrait en moyenne 34 morts par an sur la période 2011-2013.
En République tchèque, les routes rurales à grande vitesse sont similaires à des autoroutes ; elles comptes 458 kilomètres. On y dénombrait en moyenne 10 morts par an sur la période 2011-2013.
En Suède, sont considérées comme des routes rurales à grande vitesse des routes 2+1 couvrant 2 720 kilomètres. On y dénombrait en moyenne 35 morts par an sur la période 2009-2013.
En Suisse, les semi-autoroutes peuvent être considérées comme des routes rurales à grande vitesse avec 282 kilomètres. On y dénombrait en moyenne dix morts par an sur la période 2011-2013.

## Allemagne
L'Allemagne dispose de tronçons de voie rapide. En particulier deux tronçons de Basse-Bavière ont donné lieu à un avis de la CJUE :
- un tronçon de 6,9 kilomètres entre Geisenhausen et Haarbach
- un tronçon (dit «Vilstalspange» ou « rocade de Vistai ») d'une longueur de trois kilomètres et contournant Vilsbiburg sur un itinéraire reliant la route fédérale no 15 et la route fédérale no 388[44].

Aujourd'hui, la route qui passe par Geisenhausen, Haarbach et Vilsbiburg est la Bundesstraße 299 classée en Allemagne comme Bundesstraße, route fédérale.
Dans la version allemande de l'avis de la Cour, l'expression Schnellstraßen est utilisée pour voie rapide.

## Belgique
Sur le réseau principal en dehors du réseau autoroutier, en Belgique, la Wallonie distingue deux catégories de routes :
- Réseau des routes express (RGG2) : les routes pour automobiles définies par les panneaux F9 et F11 du Code de la Route. Il s'agit de chaussées pour lesquelles existent des restrictions d'usage, proches de celles imposées sur autoroutes, mais qui ne bénéficient pas du statut juridique particulier de ces dernières.
- Réseau des routes rapides (RGG3) : toutes les routes dont la fonction principale est la mobilité sur les liaisons interrégionales. Ces routes proposent généralement deux chaussées. Toutefois, elles peuvent présenter des carrefours à niveau. L'accès des riverains est possible, quoique limité aux habitations préexistantes.

## France
En France, les routes express sont fréquentées comme suit :
- Les conducteurs qui parcourent moins de 4 000 km par an conduisent 8,7 % de leur distance sur route express.
- Les conducteurs qui parcourent plus de 20 000 km par an conduisent 11,3 % de leur distance sur route express[47]

### Définitions en France

Cartes des routes françaises (autoroutes en jaune) avec les voies rapides en rouge.

On désigne parfois par voie rapide ce que la loi appelle soit des autoroutes soit des routes express. Cette classification est établie pour partie par le code de la route (article L110-2) et pour partie par le code de la voirie routière.
D'après le code de la route, les autoroutes comme les routes express bénéficient d'un accès en des points aménagés. Le statut d'autoroute assure l'absence de croisement, mais limite l'accès aux seuls véhicules autorisés. Au contraire, le statut de voie express n'assure pas nécessairement l'absence de croisement, mais n'est pas non plus nécessairement réservé aux seuls véhicules motorisés.
Le code de la voirie précise que les routes express sont des routes auxquelles les riverains ne peuvent prétendre accéder.
Le statut de route express est défini par le code de la voirie routière. Il désigne des routes avec chaussées séparées d'au moins deux voies dans chaque direction et comportant des accès dénivelés (échangeurs, pas d'accès direct). Ce statut est affecté par décision de l'État (un décret avant fin 2007, aujourd'hui un arrêté ministériel ou préfectoral), et peut concerner les voies nationales, départementales ou communales. Ces portions à chaussées séparées sont souvent mises en place pour permettre le dépassement dans de bonnes conditions des poids lourds par les véhicules légers.
En pratique, dans le cadre d'études, ces routes peuvent se trouver groupées ou bien,
- en routes bidirectionnelle interurbaines, hors agglomération, généralement sans séparation des chaussée,
- en voies rapides urbaines de type autoroutier.

#### Routes express théorique
Les routes express bénéficient :

Panneau d'indication d'une route à accès réglementé, souvent mais pas exclusivement utilisé sur les routes express.

- d'une vitesse généralement limitée à 110 km/h (100 km/h en cas de pluie) sur la base de l'article R413-2 du code de la route applicable aux routes à deux chaussées séparées par un terre-plein central situées hors agglomération ;
- de caractéristiques techniques moins bien adaptées à la vitesse que sur les autoroutes (par exemple normes géométriques moins tendues, absence de bande d'arrêt d'urgence, absence de clôture, gestion des obstacles en accotement moins exigeante) ;
- de niveaux de service spécifiques, par exemple en matière de fréquence de surveillance, de rapidité d'intervention pour le déneigement ;
- d'une signalisation de direction basée sur les mêmes couleurs, vert et blanc, que celle des autres routes.

Bien qu'elles puissent « être interdites à certaines catégories d'usagers et de véhicules », la présence d'une voie alternative n'est pas systématique. Le panneau C107 d'indication d'une route à accès réglementé, carré bleu bordé de blanc avec une silhouette de voiture blanche, peut être utilisé en entrée de route express : il n'est cependant pas spécifique à ce type de route.
Aux termes de la loi du 3 janvier 1969, ces deux catégories d'infrastructures (autoroutes et routes express) constituaient les « voies rapides ». Cette notion a perdu son sens juridique en 1989 lors de l'élaboration du code de la voirie (loi no 89-413 du 22 juin 1989). Il a paru cependant opportun à certains services de l'administration de conserver le concept de « voie rapide », par opposition aux voiries traditionnelles en milieu urbain, supposées parcourues à vitesse modérée (60 km/h ou moins), et dont la fonction de transit s'efface devant les autres fonctions urbaines (desserte, activités riveraines…).

#### Voies rapides
Au surplus, les concepts juridiques ne cernent pas parfaitement les situations de fait : il existe des voies qui, sans avoir le statut d'autoroute ou de route express, sont perçues comme telles par les usagers.
Ainsi, lors de leurs constructions, les voies rapides sont distinguées selon leur usage. Il existe ainsi les voies rapides urbaines à caractéristiques autoroutières (VCA), et les grandes voies (non VCA) pour les VRU de type U.
Les voies rapides urbaines à caractère autoroutier de type « A » sont des voies dont les objectifs sont : un trafic de transit privilégié ; une intégration du projet dans un itinéraire autoroutier exigeant une homogénéité de caractéristiques géométriques et une continuité de qualité de service ; une faible interaction fonctionnelle entre la voie et le site. Toutefois, ils peuvent présenter une forte proportion de trafics d'échange et local et des débits importants ; une fréquence de points d'échange relativement importante. Leur statut peut être : autoroute, route express ou autre. Ces voies sont généralement dimensionnées pour des vitesses de référence de 80 km/h ou de 100 km/h, même si la vitesse peut-être moindre en raison de diverses contraintes (pollution, nuisances sonores, etc.). Ces voies ont l'ensemble de leurs points d'échange dénivelés à terme.
Les autres voies rapides urbaines, dites voies de type « U » sont des voies dont les objectifs consistent en : des relations fonctionnelles avec un site très urbanisé ou à devenir très urbanisé ; des trafics d'échanges et locaux prépondérants ; des points d'échanges fréquents assurant une bonne irrigation du tissu traversé ; une intégration éventuelle dans leur emprise, mais de façon séparée des chaussées (contre-allées), d'aménagements pour deux-roues légers et piétons, ainsi que d'arrêts pour les transports en commun. Leur statut juridique peut être quelconque, à l'exclusion de celui d'autoroute. Ces voies sont dimensionnées pour des vitesses de référence de 60 ou 80 km/h. Elles ne doivent pas avoir l'apparence d'autoroutière afin d'éviter que les usagers ne pratiquent des vitesses excessives ; elles comportent à terme des carrefours plans, mais certains échanges peuvent être dénivelés.

#### Routes express réelles
La route express est un type de route intermédiaire entre une autoroute et une route ordinaire. Comme la première, elle a une fonction de transit, est isolée de son environnement et dénivelée. Comme la seconde, elle est prévue pour un trafic modéré, elle est bidirectionnelle, aussi prend-elle un profil en travers similaire.
L'appellation de routes express peut parfois faire l'objet de confusion.
La dénomination technique « routes express » ne se confond pas avec le statut juridique éponyme : les routes ayant le statut de « route express » ne sont pas forcément des routes bidirectionnelles dénivelées, et inversement, certaines sections de routes de type express n'ont pas le statut « route express ».
Ainsi, il existe des routes express à une chaussée, dans l'acception du catalogue des types de routes en milieu interurbain et de l'aménagement des routes principales (ARP).
Il existe aussi des « routes express », à deux chaussées de type autoroutier (routes de type L).

### Voies rapides du réseau national
| Classes fonctionnelles des sections du réseau routier national. | Longueur (mètres) |
| --------------------------------------------------------------- | ----------------- |
| Voies à caractère autoroutier                                   | 3 673 323         |
| Voies rapides urbaines de type 50                               | 1 129 076         |
| Bretelles voies à caractère autoroutier                         | 1 105 615         |
| Bretelles voies rapides urbaines de type 50                     | 895 076           |

### Routes express interurbaines
Ainsi, l’appellation « route de type T » peut-être employée pour désigner le concept de route express, vérifiant les recommandations techniques du Catalogue des types de routes et de l’ARP, par opposition à la réalité – les routes existantes».
Certaines routes express comme la RCEA ou la RN39 sont plébiscitées par les médias pour leurs accidents tragiques et spectaculaires.
Les routes expresses se trouvent principalement dans le grand Ouest, le Sud-Ouest, la Bourgogne-Franche-Comté, l’Auvergne, la Normandie, le Nord-Picardie, et il y a sans doute peu de routes express dans les autres régions.
En 2001, les routes express (interurbaines) représentent un linéaire de 800 kilomètres. La moitié de ces routes mesures moins de sept kilomètres. 80 % de ces sections ont une longueur inférieure à dix kilomètres.
Les routes expresses ont une longueur inférieure à 20 km, à l’exception notable de la RCEA. Selon les critères retenus, la RCEA représente la moitié du linéaire des routes expresses françaises.
Toutefois, ces routes expresses sont inégales quant au nombre de voies, aux largeurs des voies, aux bandes dérasées, aux zones de sécurité et aux devers.

#### Sécurité des routes express interurbaines
Sur les routes expresses, la limitation de vitesse est généralement de 90 km/h, mais de trop nombreux conducteurs conduisent à des vitesses bien supérieures, en raison de l'apparence de la route et d'une accoutumance à la vitesse.
Les accidents y sont souvent générés par une manœuvre de déport latéral involontaire, ou par un dépassement.
Le taux d’accidents corporels est modéré (66 accidents par milliard de véhicule km),, mais la gravité relative est très élevée (40 tués, et 80 blessés graves pour 100 accidents) et le taux d’accidents mortels (18 accidents par milliard de véhicule km) est à peine inférieur à celui des routes ordinaires à 2 voies.[réf. nécessaire]
Le niveau de sécurité des routes express est globalement médiocre, décevant pour des routes assez récentes, généralement structurantes au niveau national, isolées de leur environnement et pourvues de caractéristiques géométriques « confortables » (tracé, carrefours…).
Alors que certaines routes express comme la RCEA ont fait l'objet d'une forte médiatisation, peu de données étaient disponibles sur la sécurité des routes express à une chaussée (par opposition aux routes express de type autoroutier), jusqu'à ce que la Setra réalise des études sur ce sujet en 2001,.
| Le graphique qui aurait dû être présenté ici ne peut pas être affiché car il utilise l'ancienne extension Graph, désactivée pour des questions de sécurité. Des indications pour créer un nouveau graphique avec la nouvelle extension Chart sont disponibles ici . |
| Taux de tués selon les routes, par distance parcourues |
| Le graphique qui aurait dû être présenté ici ne peut pas être affiché car il utilise l'ancienne extension Graph, désactivée pour des questions de sécurité. Des indications pour créer un nouveau graphique avec la nouvelle extension Chart sont disponibles ici . |
| Source: - Maille France: SOeS, 49e Rapport de la commission des comptes des transports de la nation / La documentation française. - Setra, Ministère des transports                                                                                                 |

#### Améliorations
Face au défi de la sécurité, plusieurs améliorations ont été expérimentées :
- transformation en autoroute,
- la division de la chaussée en 2 x 1 voies permet de raréfier la mortalité des accidents mais implique des contraintes d’exploitation,
- la bande médiane équipée permet d'améliorer sensiblement la sécurité, mais n'est pas compatible avec la présence de deux roues.

### Rocades et périphériques
Dans le cas du contournement d'une ville, dans le langage courant, on parle de « rocade », de « périphérique », de « déviation d'agglomération ». La plupart de ces portions sont gratuites, bien que cela ne soit pas systématique ; cependant, dans certains métiers, par exemple au setra, des termes plus précis sont utilisés comme celui de voie rapide urbaine (VRU) tel que définit par l’ICTAVRU.
Au sens de l’ICTAVRU, les VRU de type A sont les « voies rapides urbaines à caractère autoroutier. Ce sont des voies dont les objectifs sont : un trafic de transit privilégié, une intégration dans un itinéraire autoroutier exigeant une homogénéité des caractéristiques géométriques et une continuité de qualité de service, une faible interaction fonctionnelle entre la voie et le site. Ces voies sont dimensionnées pour des vitesses de référence de 80 ou 100 km/h. Ces voies ont l’ensemble de leurs points d’échanges dénivelés à terme ».
Le statut de déviation est expressément prévu par le code de la voirie routière :
- Article L152-1 : « Lorsqu'une route à grande circulation, au sens du code de la route, est déviée en vue du contournement d'une agglomération, les propriétés riveraines n'ont pas d'accès direct à la déviation »[57] ;
- Article L152-2 : « Dès l'incorporation d'une route ou section de route dans une déviation, aucun accès ne peut être créé ou modifié par les riverains, mais les interdictions applicables aux accès existants ne peuvent entrer en vigueur qu'après le rétablissement de la desserte des parcelles intéressées »[58].

#### Boulevard périphérique de Paris
Le boulevard périphérique de Paris est une voie rapide particulière. Il est doté de chaussées séparées et d'échangeurs permettant que les intersections ne s'y fassent pas à niveau, mais la circulation y est soumise à la priorité à droite (les véhicules circulant doivent laisser la priorité aux véhicules entrants). De fait, la circulation se fait sur les deux voies de gauche afin de ne pas être gêné par les véhicules entrants. Cet usage est contraire à l'habitude : le code de la route qui impose la conduite sur le bord le plus à droite en temps normal, mais sur ce périphérique, la voie de droite est explicitement indiquée comme voie de sortie, le nom de la porte suivante étant mentionné (cf. article R412-9 du code de la route).
La vitesse est limitée par dérogation à 70 km/h, cette limitation de vitesse n'étant normalement plus prévue par le code de la route. Cette limitation est en vigueur depuis le décret du 10 janvier 2014 (80 km/h auparavant).

### Sécurité des voies rapides urbaines de type autoroutier

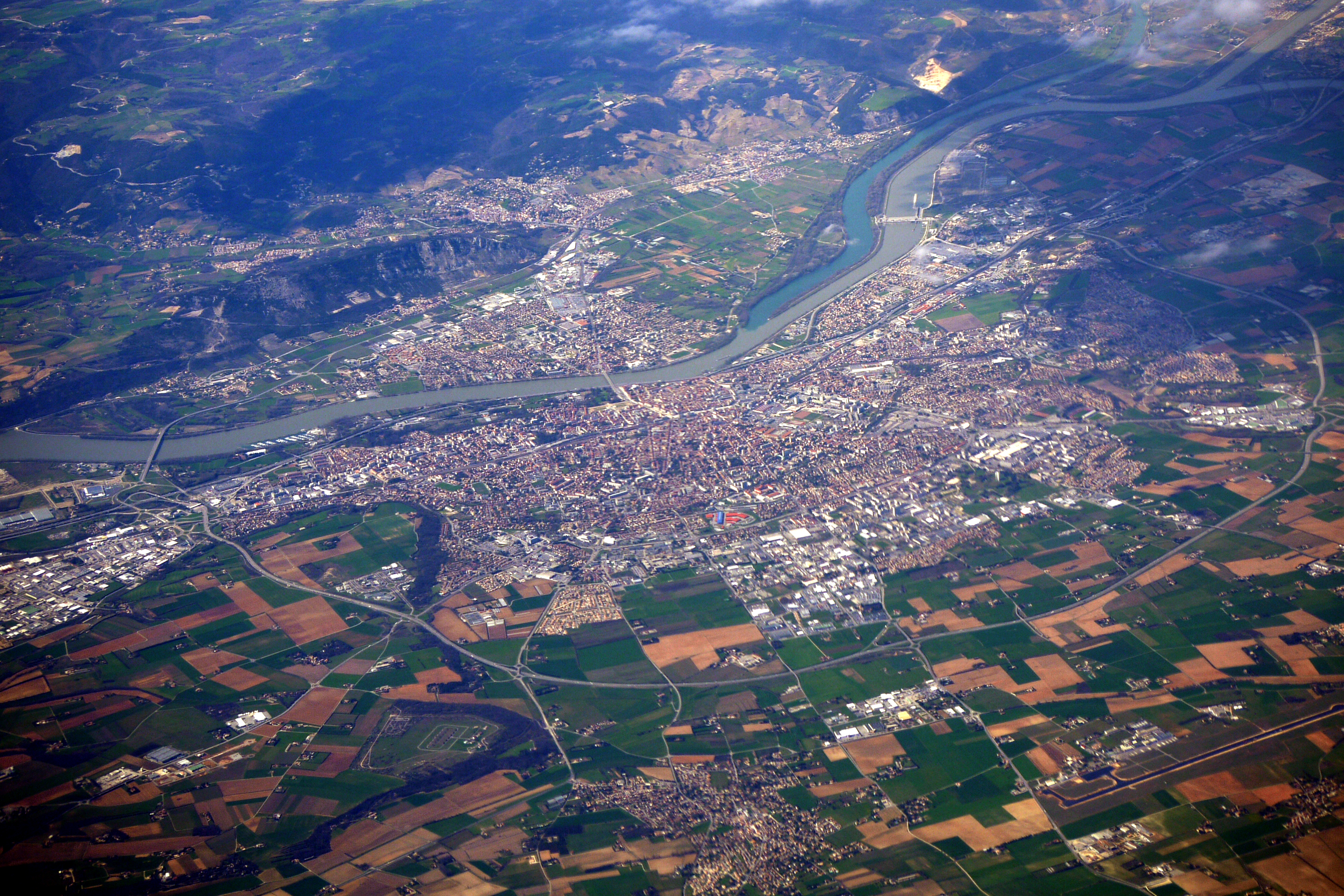
Le périphérique encerclant la ville de Valence (Drôme).

En 2011, une étude du CERTU a été réalisée sur la sécurité des voies rapides urbaines de type autoroutier. Cette étude prend en compte 95 % des VRU de type autoroutier en France. Ces VRU-A sont considérées indépendamment de leur statut juridique (autoroute, route express ou sans statut). Cette étude s'intéresse au VRU-A :
- dont les voiries sont à chaussées séparées,
- dont les échanges sont dénivelés,
- sans accès riverain,
- avec interdiction de circuler aux usagers interdits sur autoroute et définie dans le code la voirie,
- à l'intérieur d'une aire urbaine au sens de l'INSEE,
- ayant une fonction de liaison dans le ou les pôles urbains contigües,
- ayant une densité d'échanges plus élevée qu'en milieu interurbain,
- sur laquelle le trafic de transit, souvent minoritaire, n'est pas privilégié,
- situées en dehors des panneaux d'agglomération.

Ces VRU-A représentent un linéaire de 2 383 kilomètres.

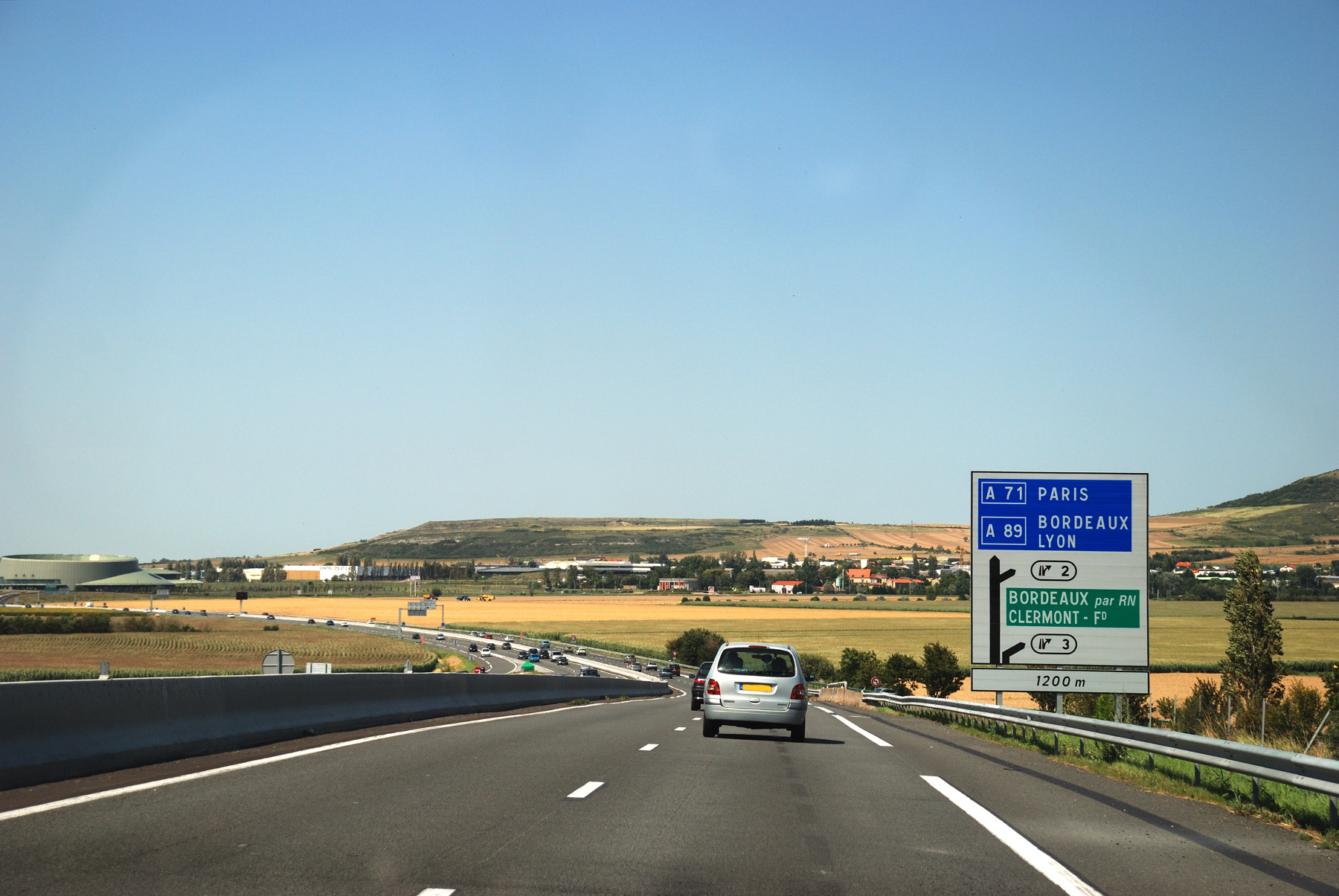
L'autoroute A75 au niveau de l'échangeur de Pérignat-lès-Sarliève à proximité de Clermont-Ferrand (Aire urbaine de Clermont-Ferrand)
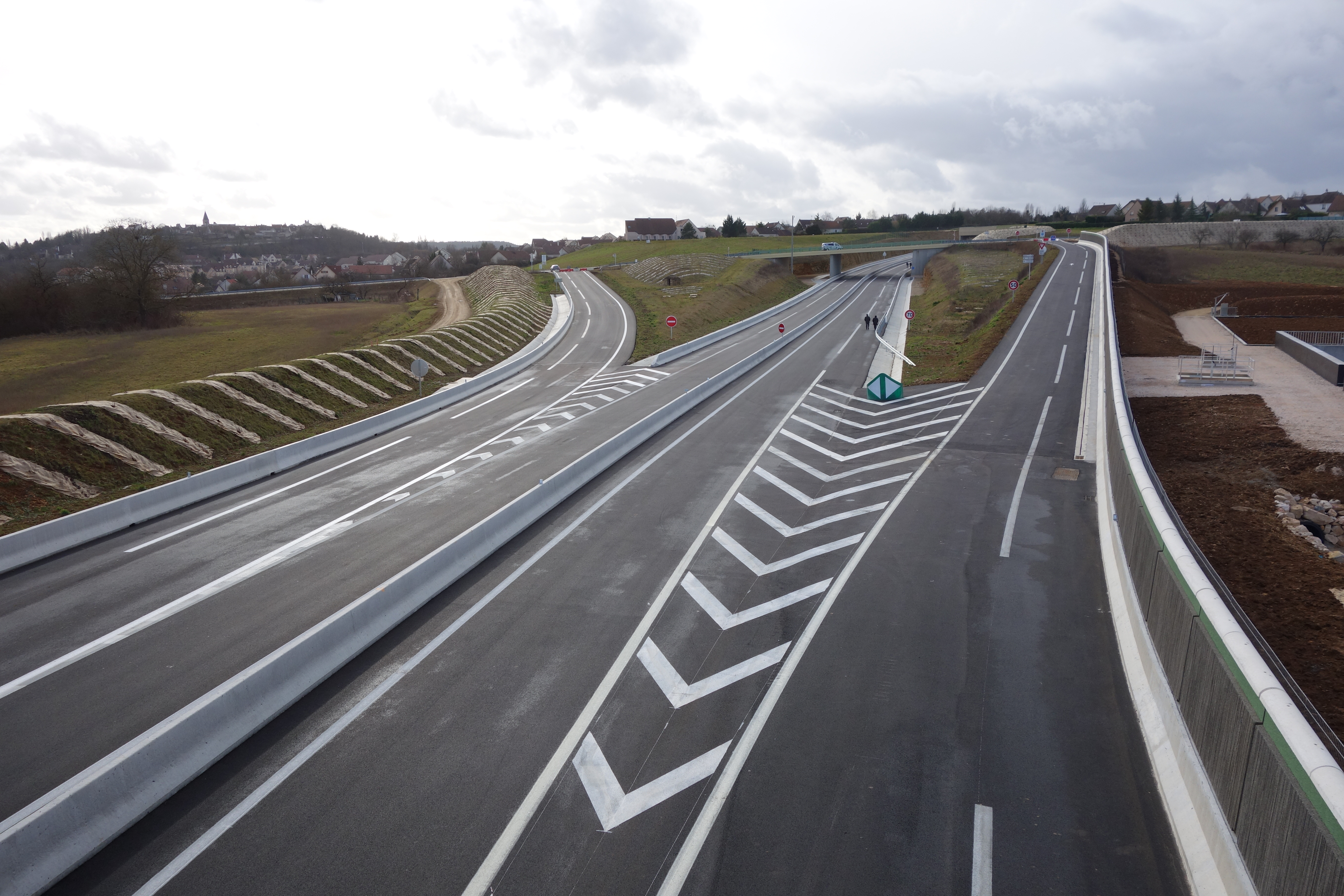
Lino Dijon à Daix (demi-échangeur) direction Plombières (sortie 36) (Aire urbaine de Dijon)
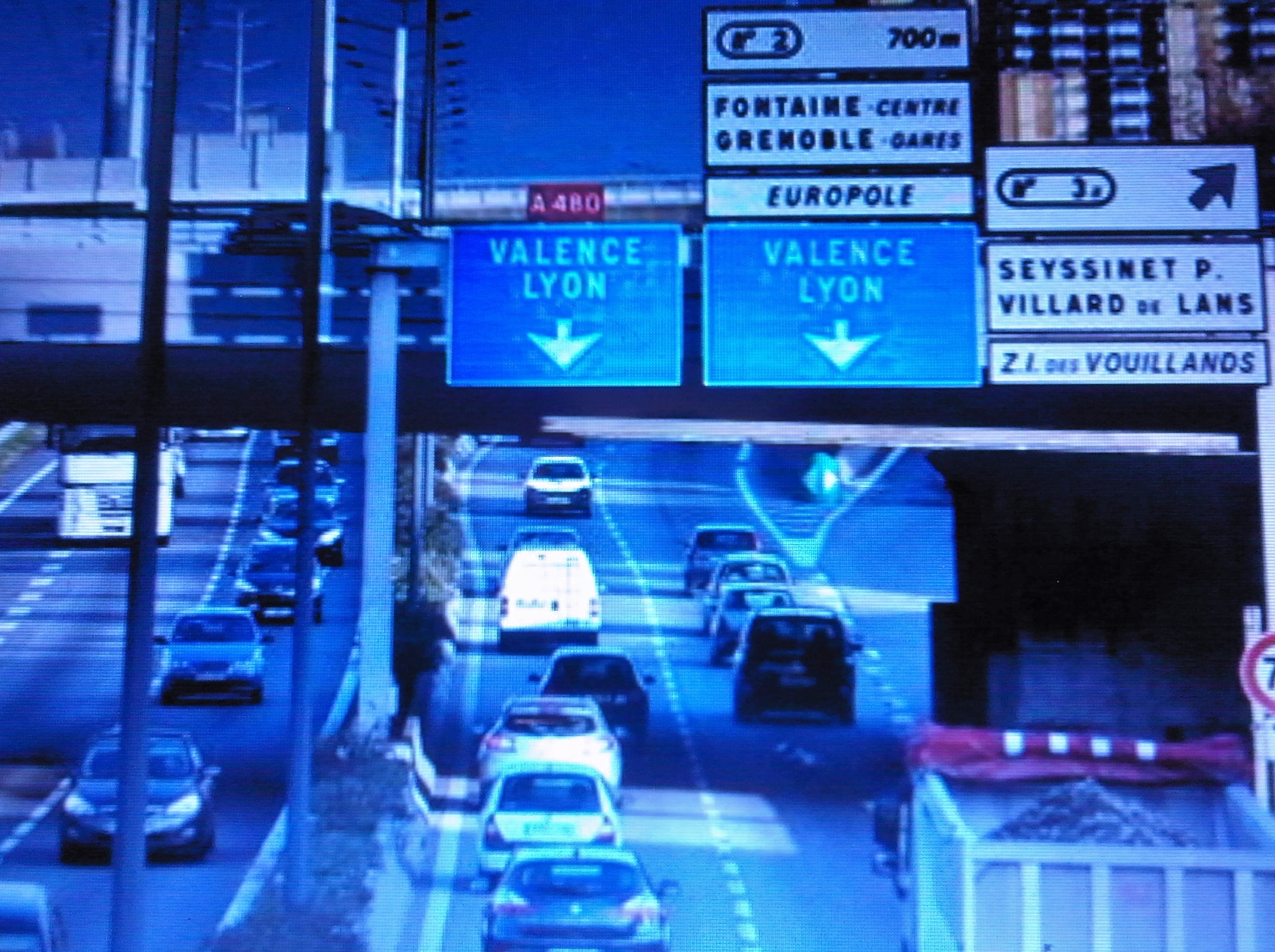
VRU en direction de Lyon à hauteur de la sortie de Seyssinet-Pariset. (Aire urbaine de Grenoble)
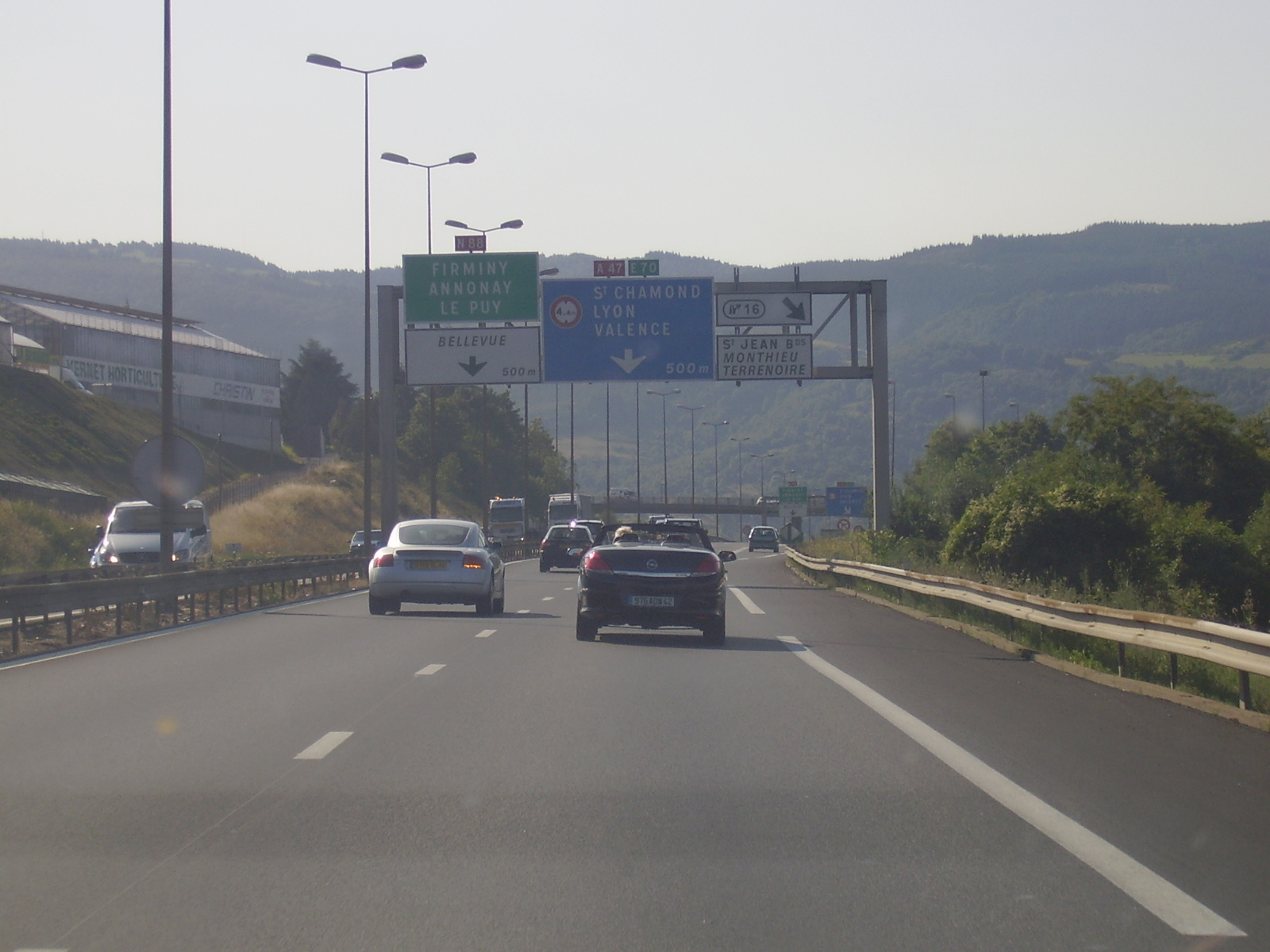
A72, avec candélabre d'éclairage, Sortie 16, avant la bifurcation A72/A47/N88 (Aire urbaine de Saint-Étienne)
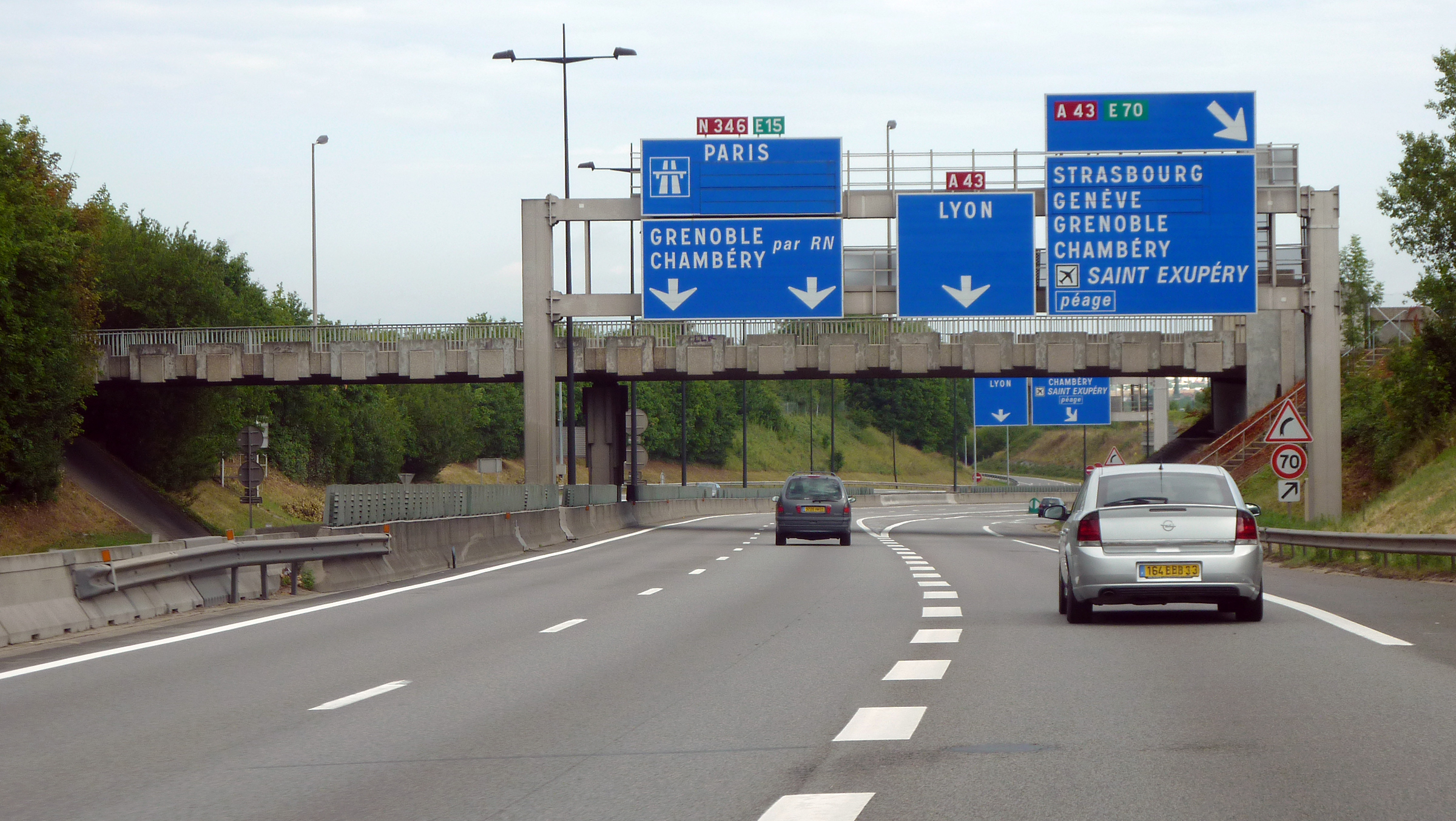
A43 à Lyon (Aire urbaine de Lyon)
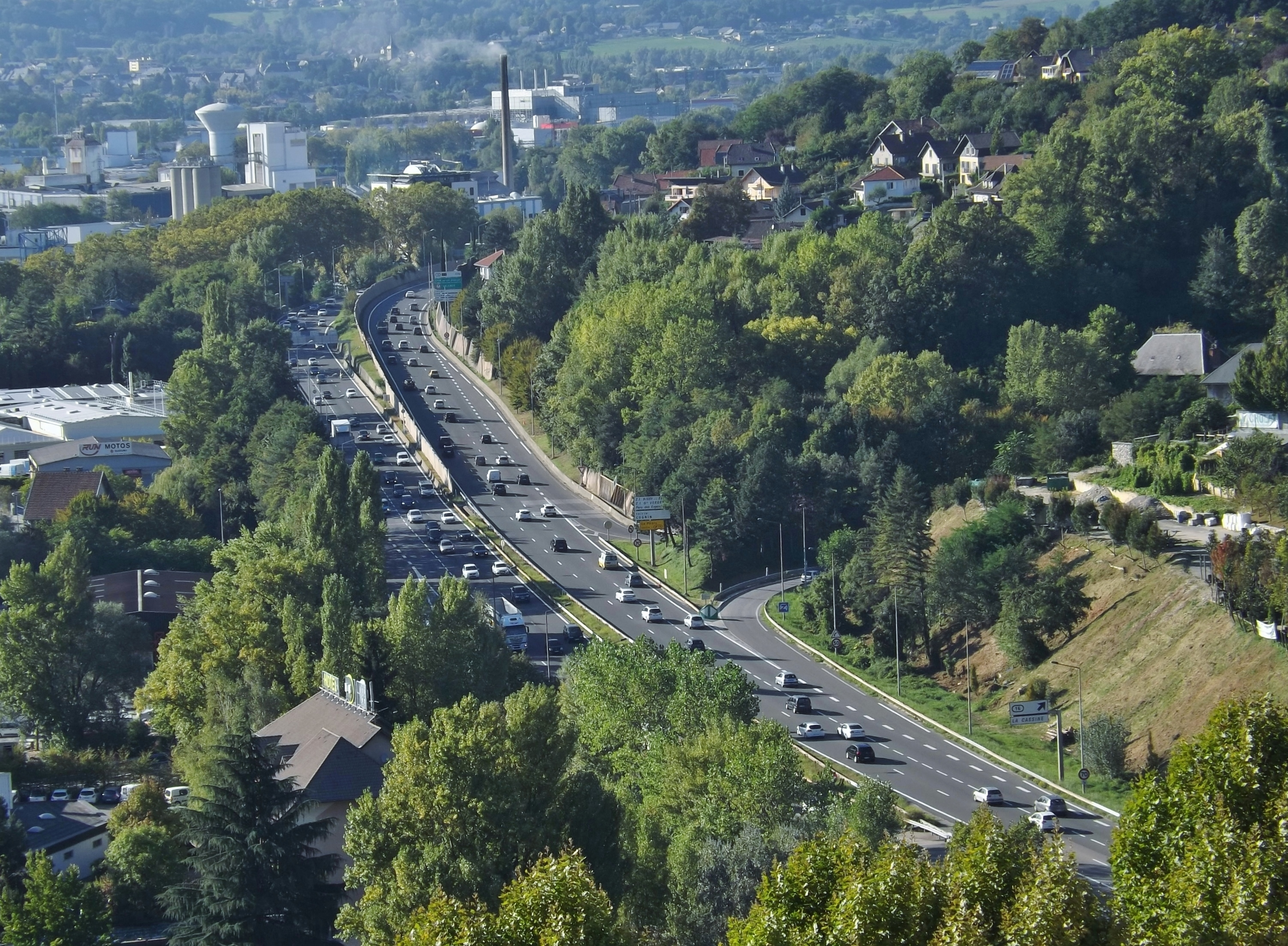
La N 201 traversant Chambéry à la Cassine (sortie 16).(Aire urbaine de Chambéry)
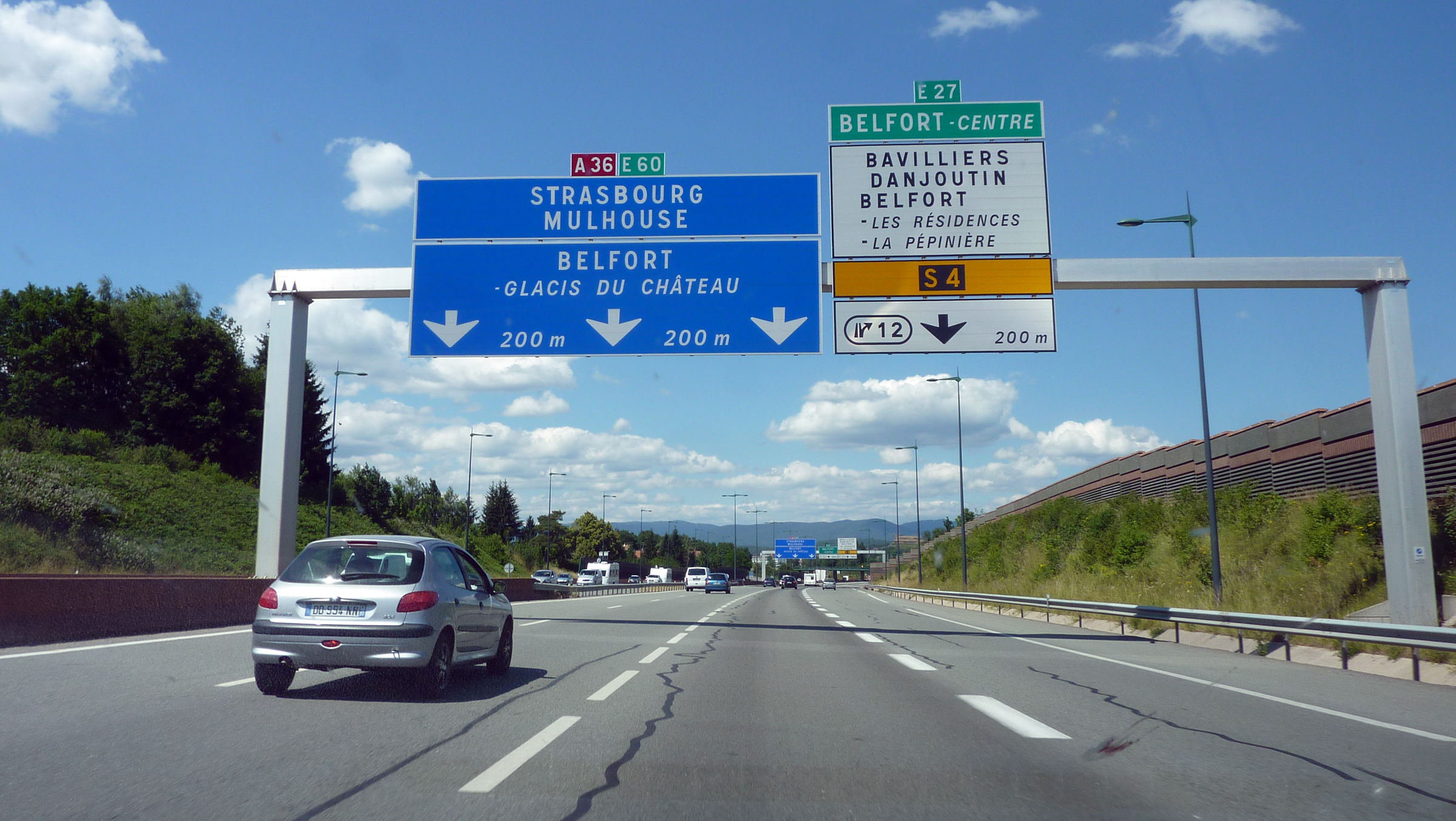
L'A36 à Belfort, ses candélabres, son mur anti-bruit (Aire urbaine de Belfort)
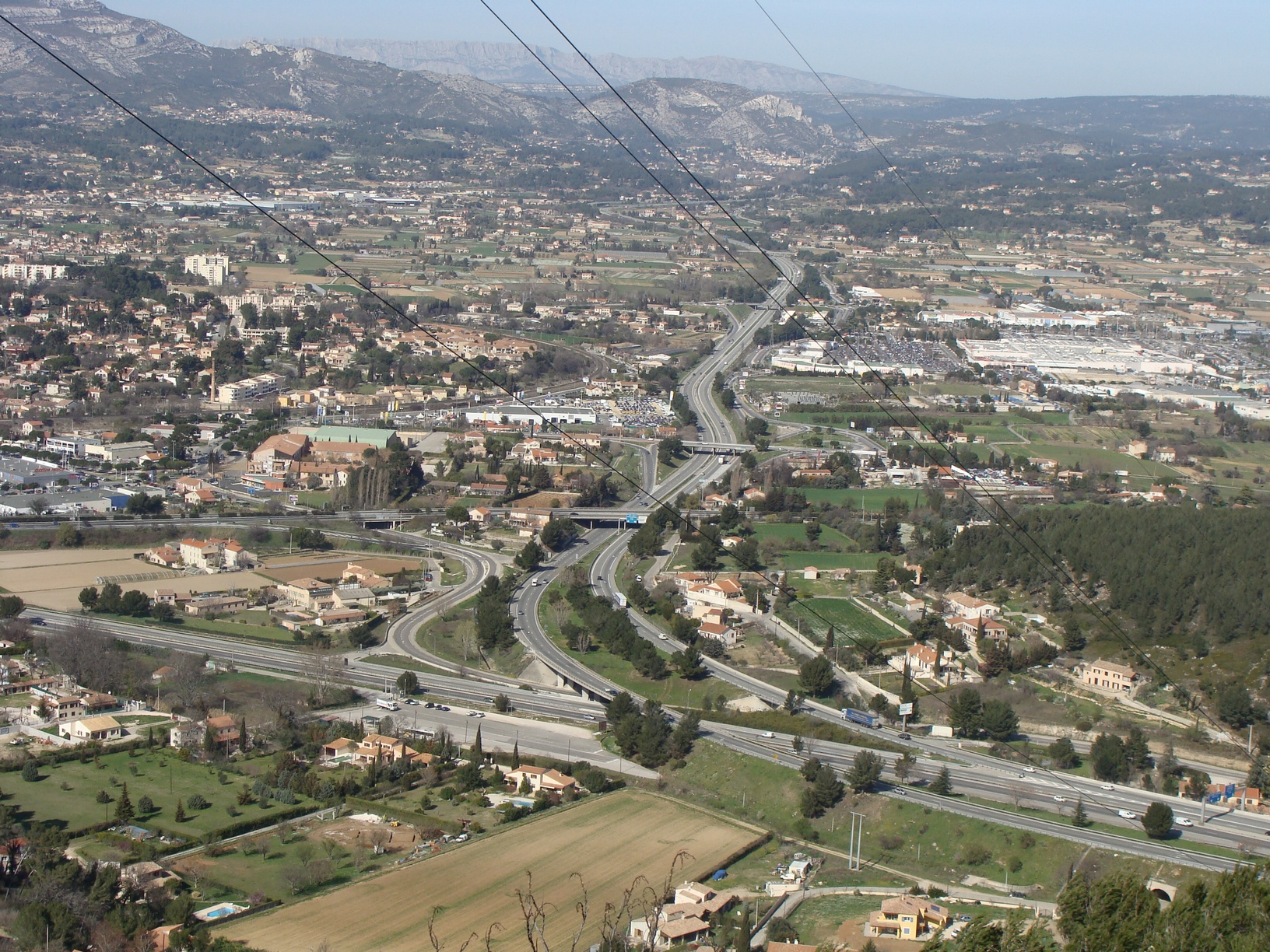
L'échangeur Aubagne-sud : A50 au premier plan, A52 dans l'axe de la photo (Aire urbaine de Marseille Aix-en Provence)
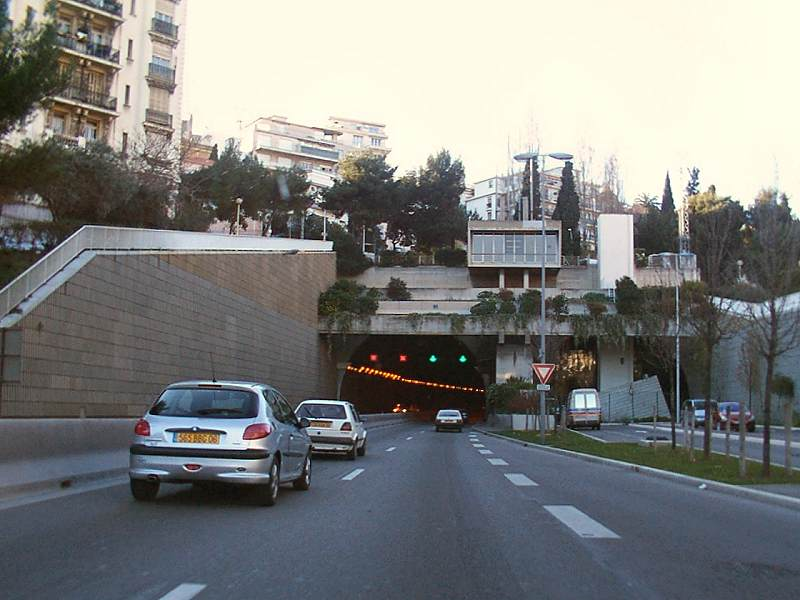
Entrée Est de la voie rapide (Aire urbaine de Nice)
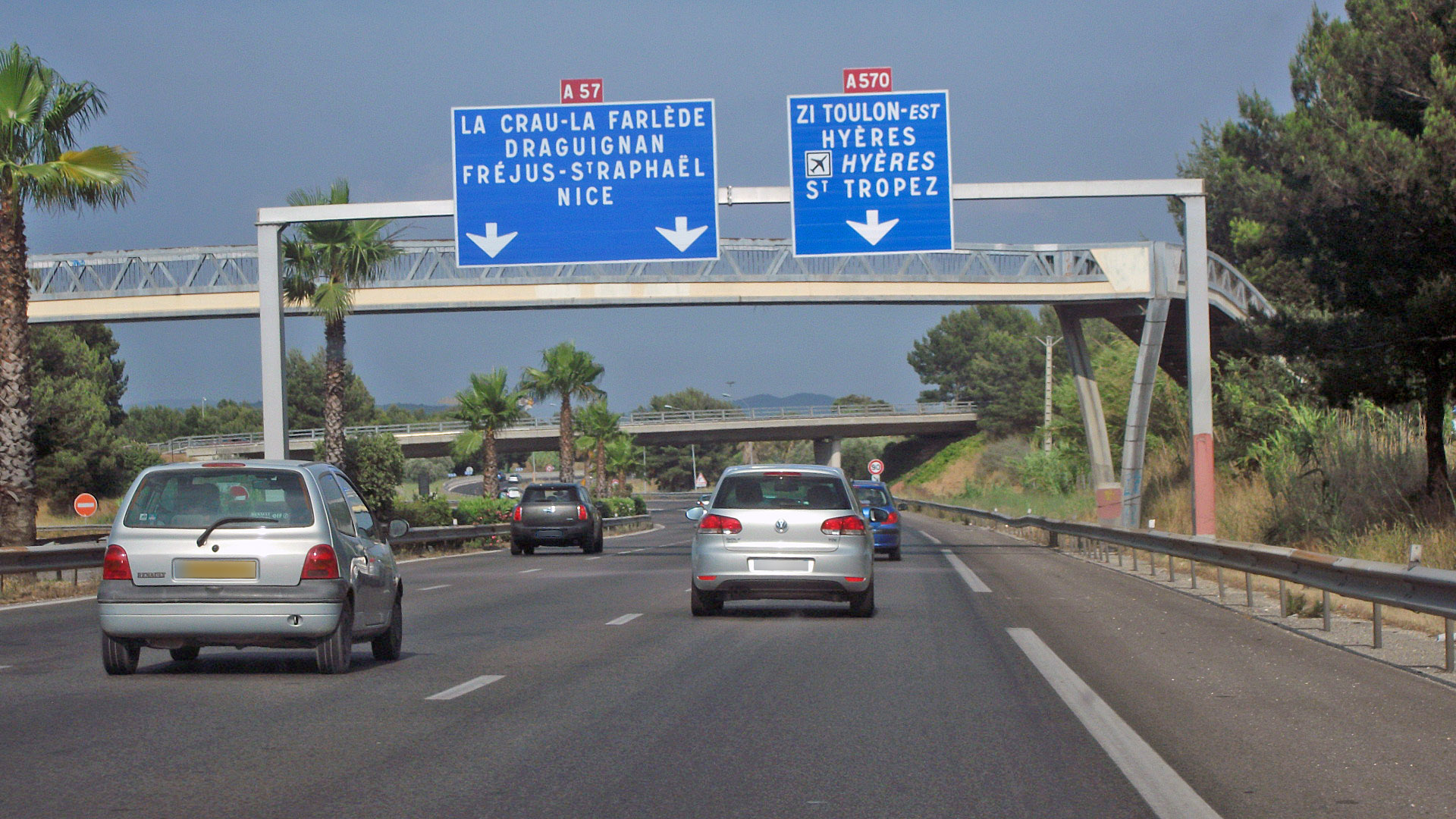
L’échangeur entre les autoroutes A57 et A570, candélabres, palmiers, Aire urbaine de Toulon
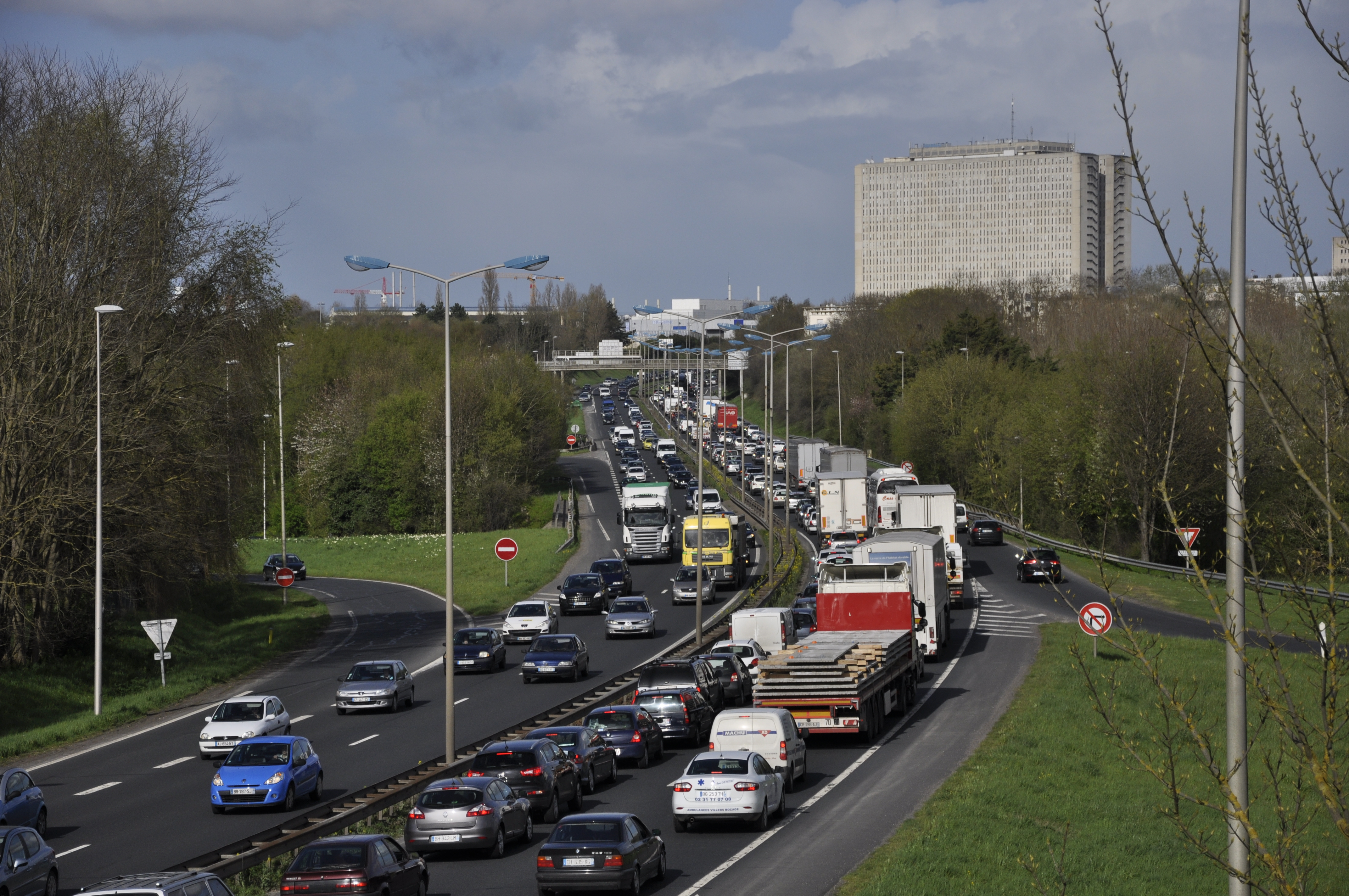
Le périphérique nord aux heures de pointe, Aire urbaine de Caen
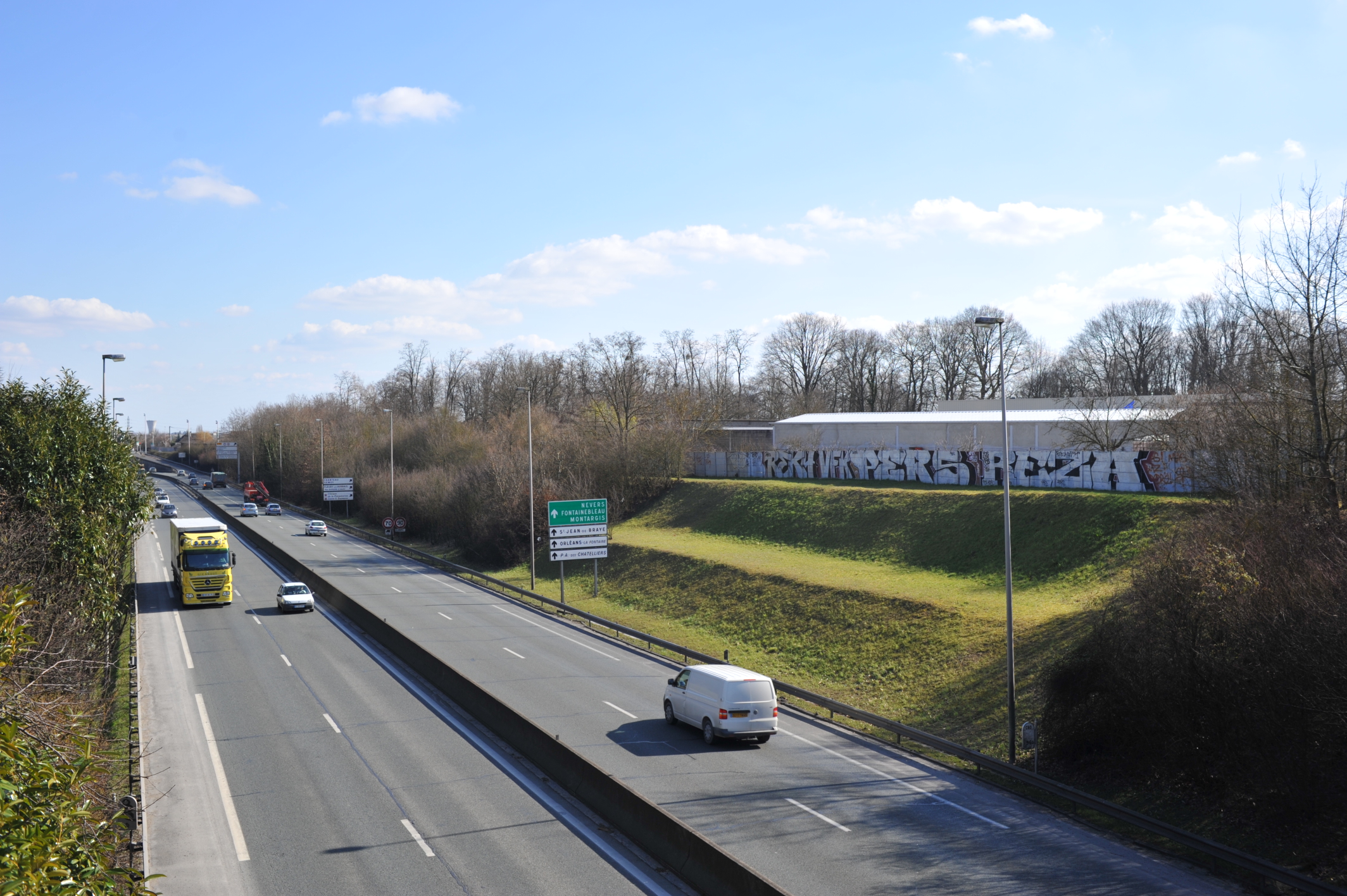
La tangentielle d'Orléans à Fleury-les-Aubrais (Aire urbain d'Orléans)
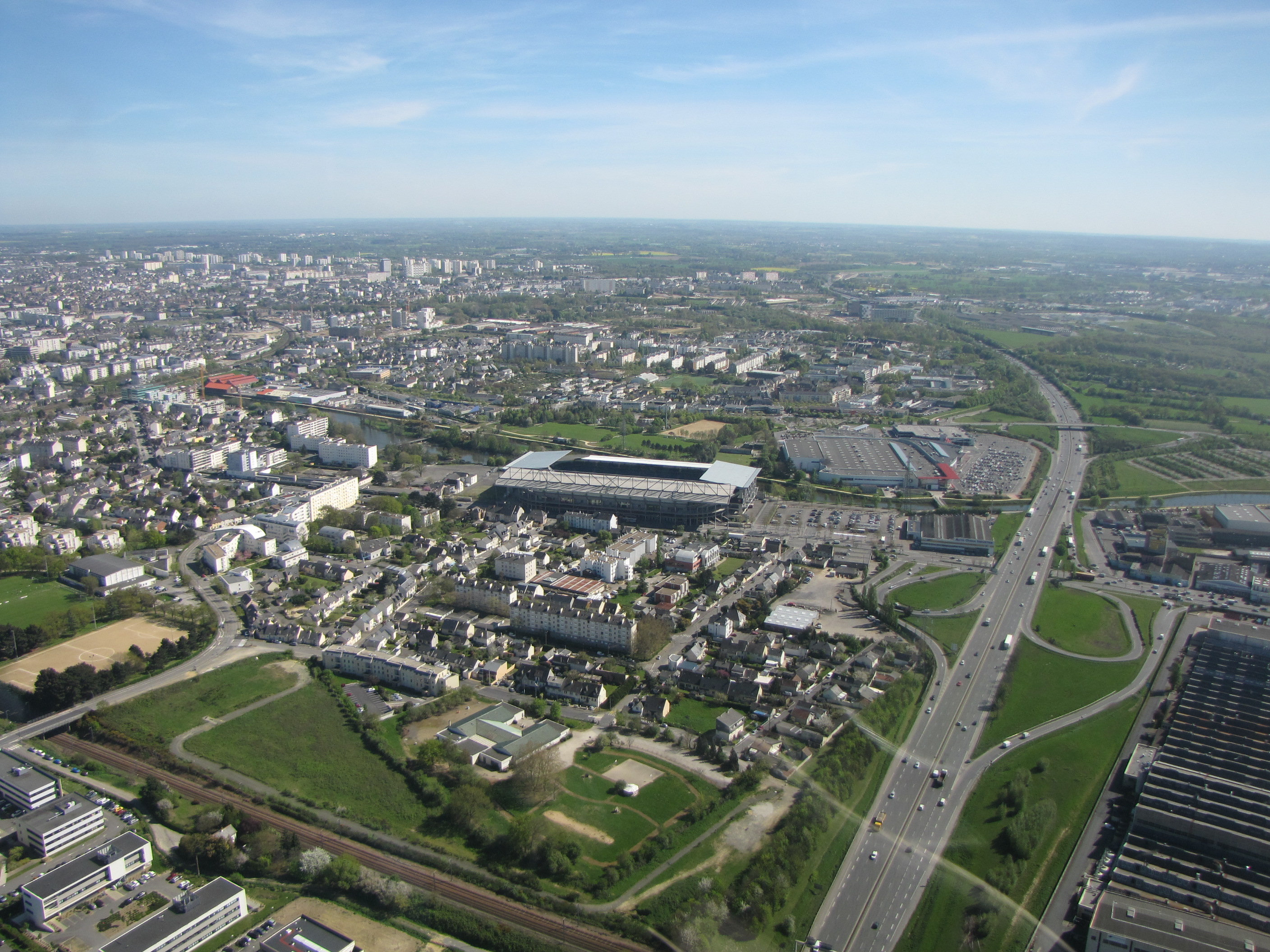
Vue aérienne sur la rocade ouest à hauteur de la porte de Lorient et du Roazhon Park, Aire urbaine de Rennes
- Le périph' nantais de la  48, depuis l'A83 ( Échangeur entre D178 et A83- 1) au site Airbus (Domaine d'activités aéronautiques), par  50, Aire urbaine de Nantes
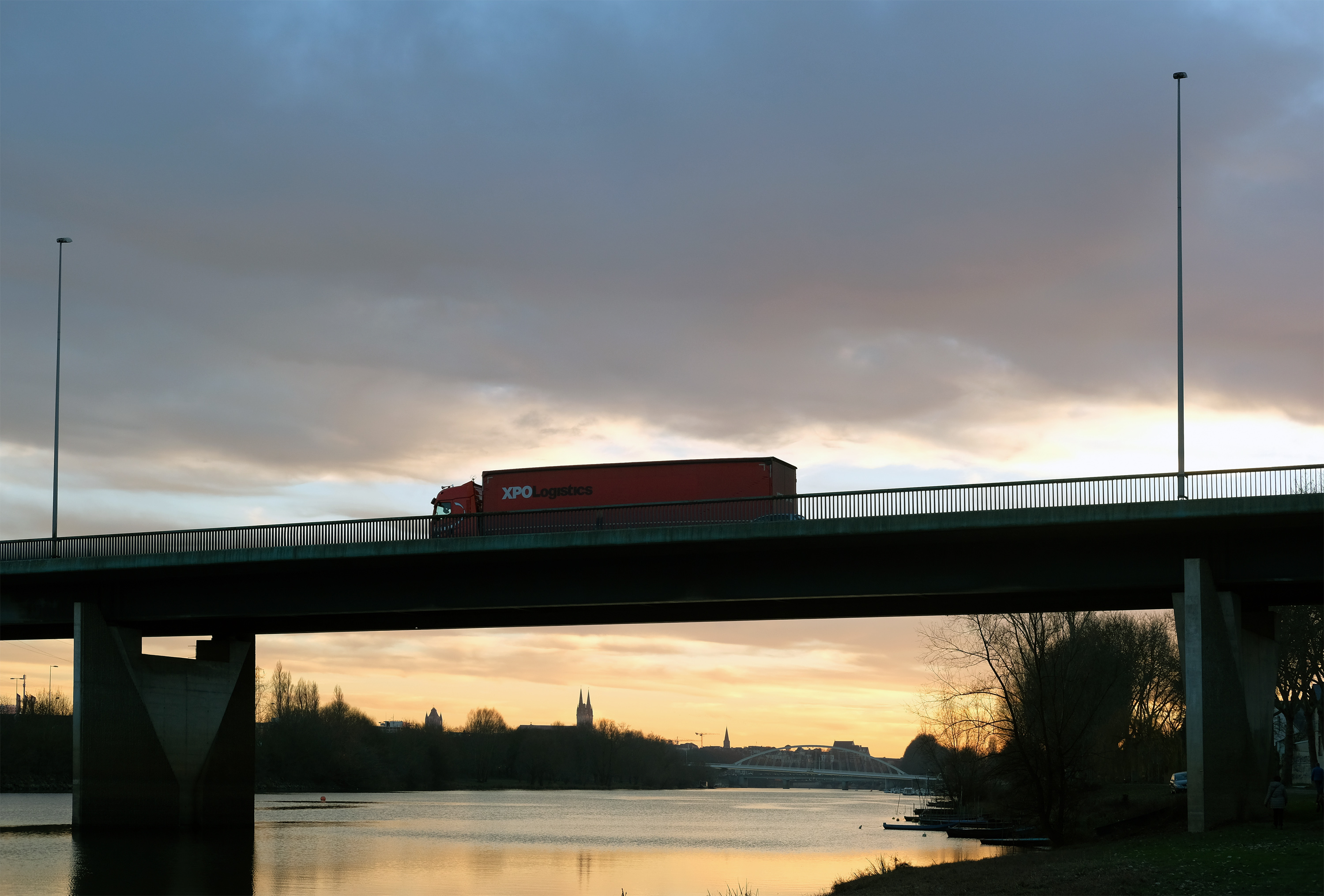
Passage d'un camion sur le viaduc de la Maine au soleil couchant ; en arrière-plan, la ville d'Angers, Aire urbaine d'Angers
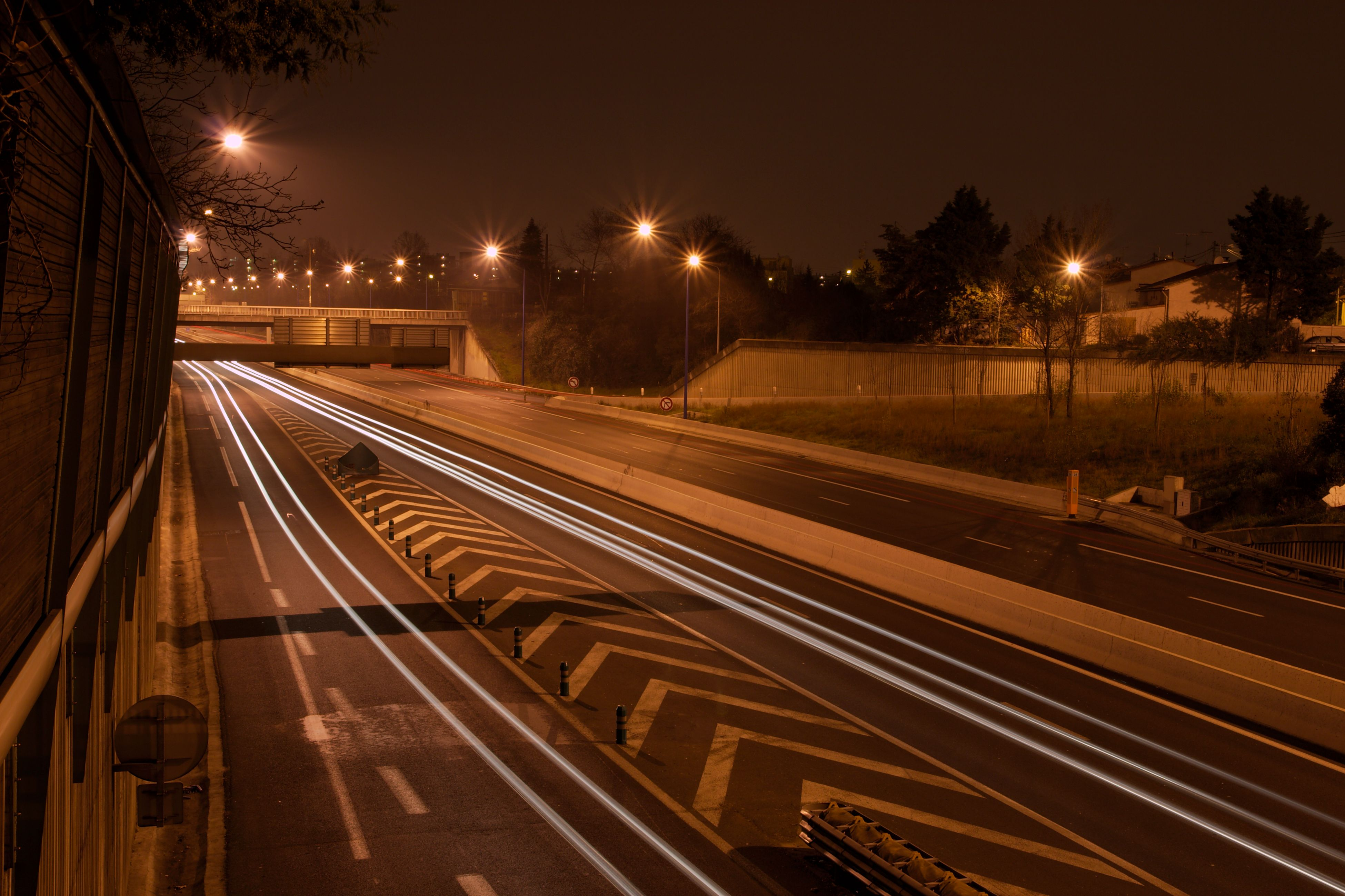
Le Périphérique de Toulouse de nuit en 2007, éclairage de nuit, aire urbaine de Toulouse
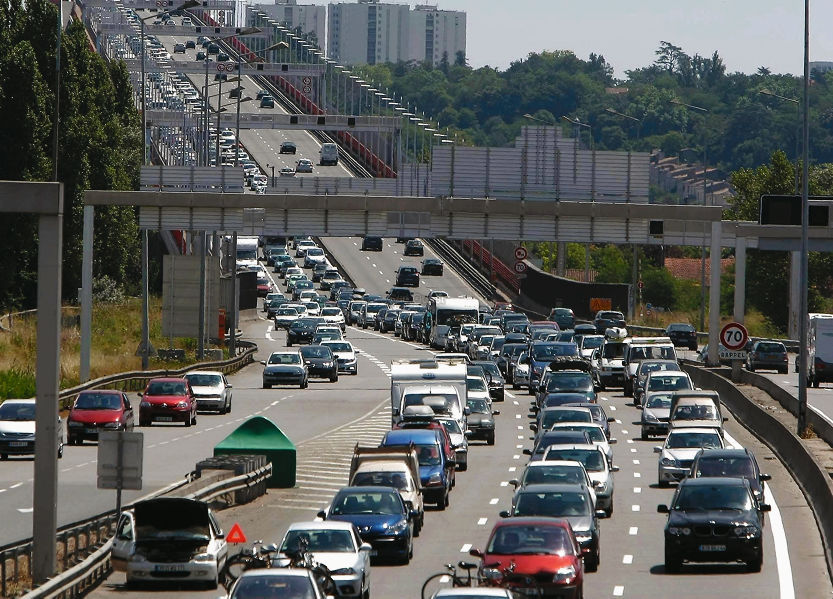
La rocade à la fin du pont d'Aquitaine en direction de l'aéroport, Aire urbaine de Bordeaux
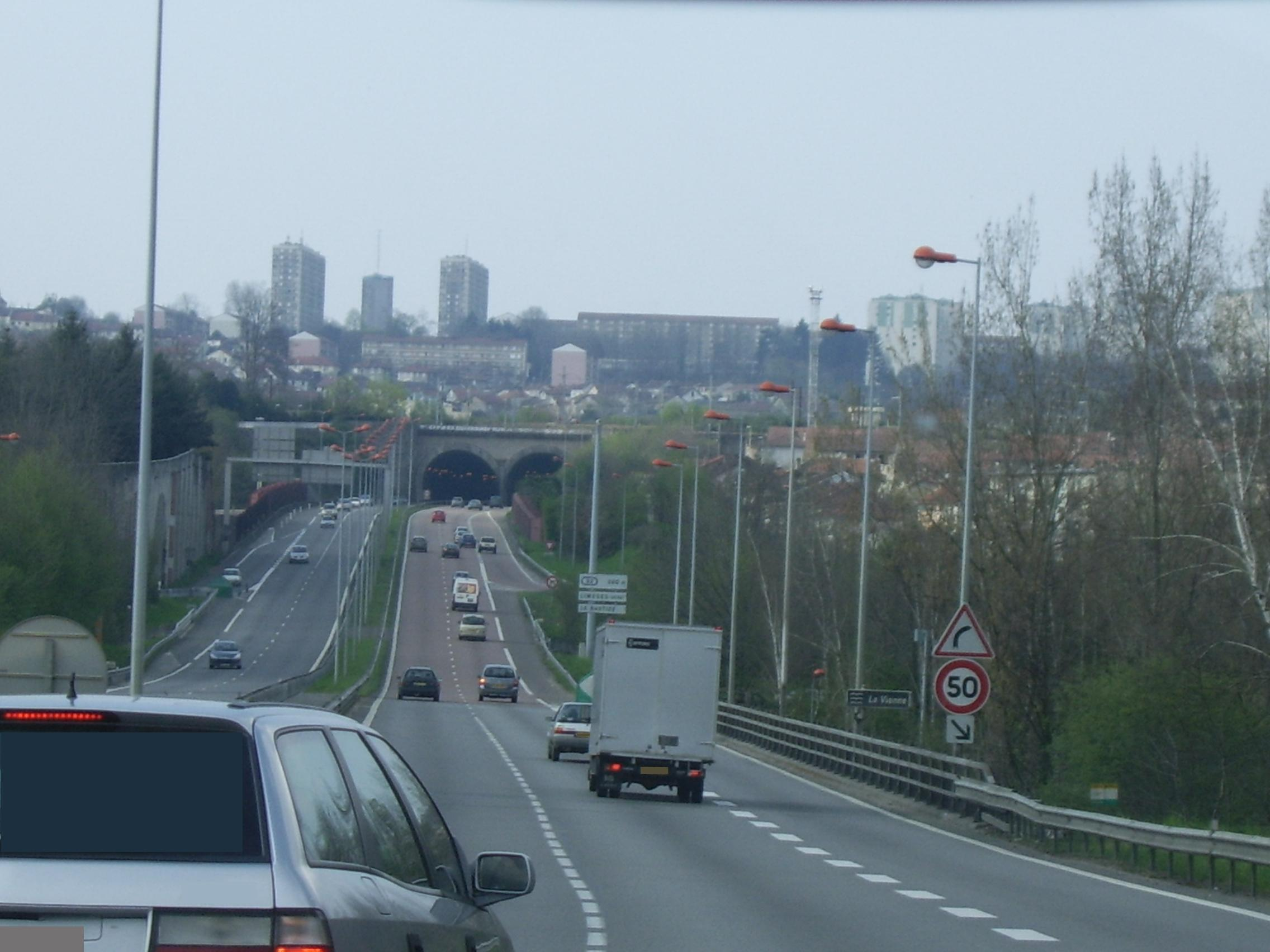
L'autoroute à Limoges (87), Aire urbaine de Limoges
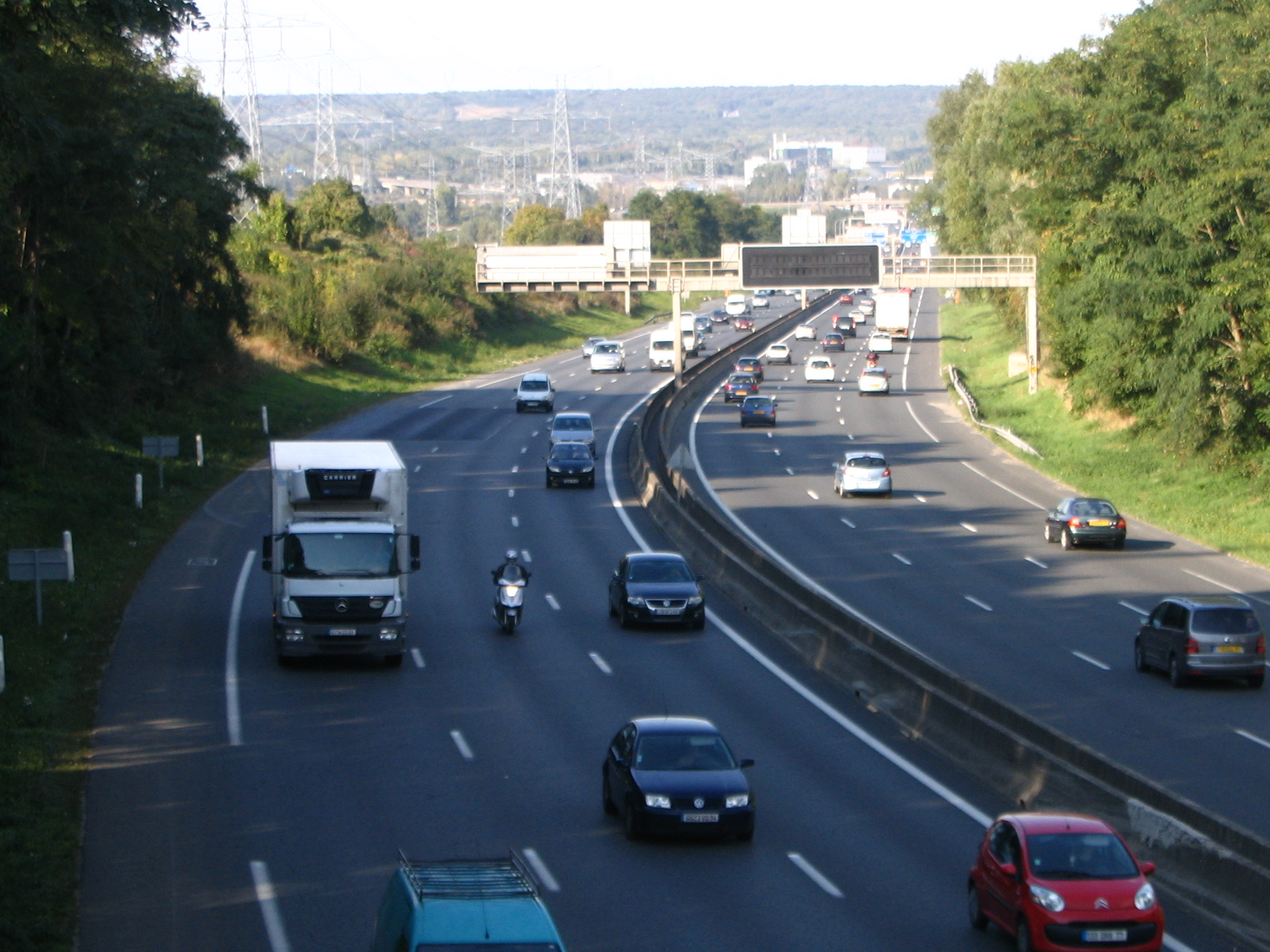
L'A104 est le tronçon nord-est de la Francilienne (ici en vert) ; elle s'étend de Gonesse dans le Val-d'Oise à Collégien en Seine-et-Marne, photo avec panneau dynamique éteint, Aire urbaine de Paris.
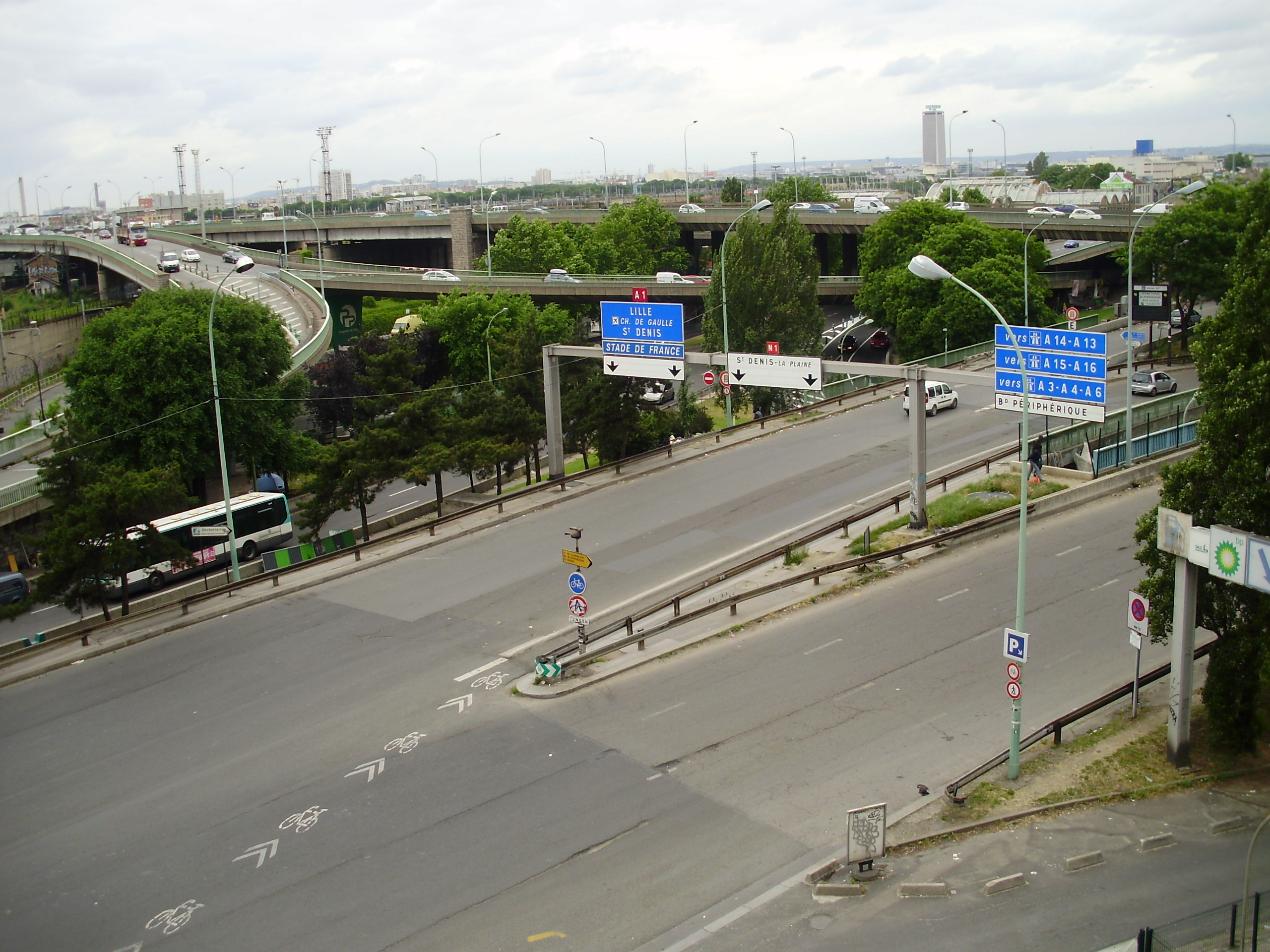
L'échangeur de la porte de la Chapelle, à Paris., Aire urbaine de Paris

Sur la période 2006-2008, 12136 accidents se sont produits sur VRU causant 318 tués, 3035 blessés hospitalisés et 13117 blessés non hospitalisés, pour une moyenne de 4045 accidents chaque année.
Le taux d'accidents est de 74 accidents par milliard de kilomètres parcourus, c'est-à-dire 2,6 fois plus que sur autoroutes hors VRU.
Le graphique qui aurait dû être présenté ici ne peut pas être affiché car il utilise l'ancienne extension Graph, désactivée pour des questions de sécurité. Des indications pour créer un nouveau graphique avec la nouvelle extension Chart sont disponibles ici.

Les accidents sur VRU-A se produisent plutôt en semaine et aux heures de pointe.
Le graphique qui aurait dû être présenté ici ne peut pas être affiché car il utilise l'ancienne extension Graph, désactivée pour des questions de sécurité. Des indications pour créer un nouveau graphique avec la nouvelle extension Chart sont disponibles ici.

Rapporté au trafic le risque d'accident sur VRU-A est plus élevé la nuit et le week-end.
Le graphique qui aurait dû être présenté ici ne peut pas être affiché car il utilise l'ancienne extension Graph, désactivée pour des questions de sécurité. Des indications pour créer un nouveau graphique avec la nouvelle extension Chart sont disponibles ici.

Sur VRU-A, les piétons représentent 11 % des accidents mortels, alors que les piétons ne sont pas autorisés sur VRU-A.
Sur VRU-A, les cyclomoteurs sont impliqués dans 1,5 % des accidents, alors que les cyclomoteurs ne sont pas autorisés sur VRU-A.
Sur VRU-A, dans neuf accidents sur dix un véhicule léger ou un véhicule utilitaire est impliqué.
Sur les VRU-A d'Ile-de-France, un deux-roues motorisé est impliqué dans un accident sur trois.
Sur VRU-A, dans 85 % des accidents, au moins un des conducteurs est un homme, et dans 42 % des accidents, au moins un des conducteurs est une femme.
Le graphique qui aurait dû être présenté ici ne peut pas être affiché car il utilise l'ancienne extension Graph, désactivée pour des questions de sécurité. Des indications pour créer un nouveau graphique avec la nouvelle extension Chart sont disponibles ici.

Le risque d'accident (taux d'accident par distance parcourue) augmente avec la largeur de profil de travers.
Le graphique qui aurait dû être présenté ici ne peut pas être affiché car il utilise l'ancienne extension Graph, désactivée pour des questions de sécurité. Des indications pour créer un nouveau graphique avec la nouvelle extension Chart sont disponibles ici.

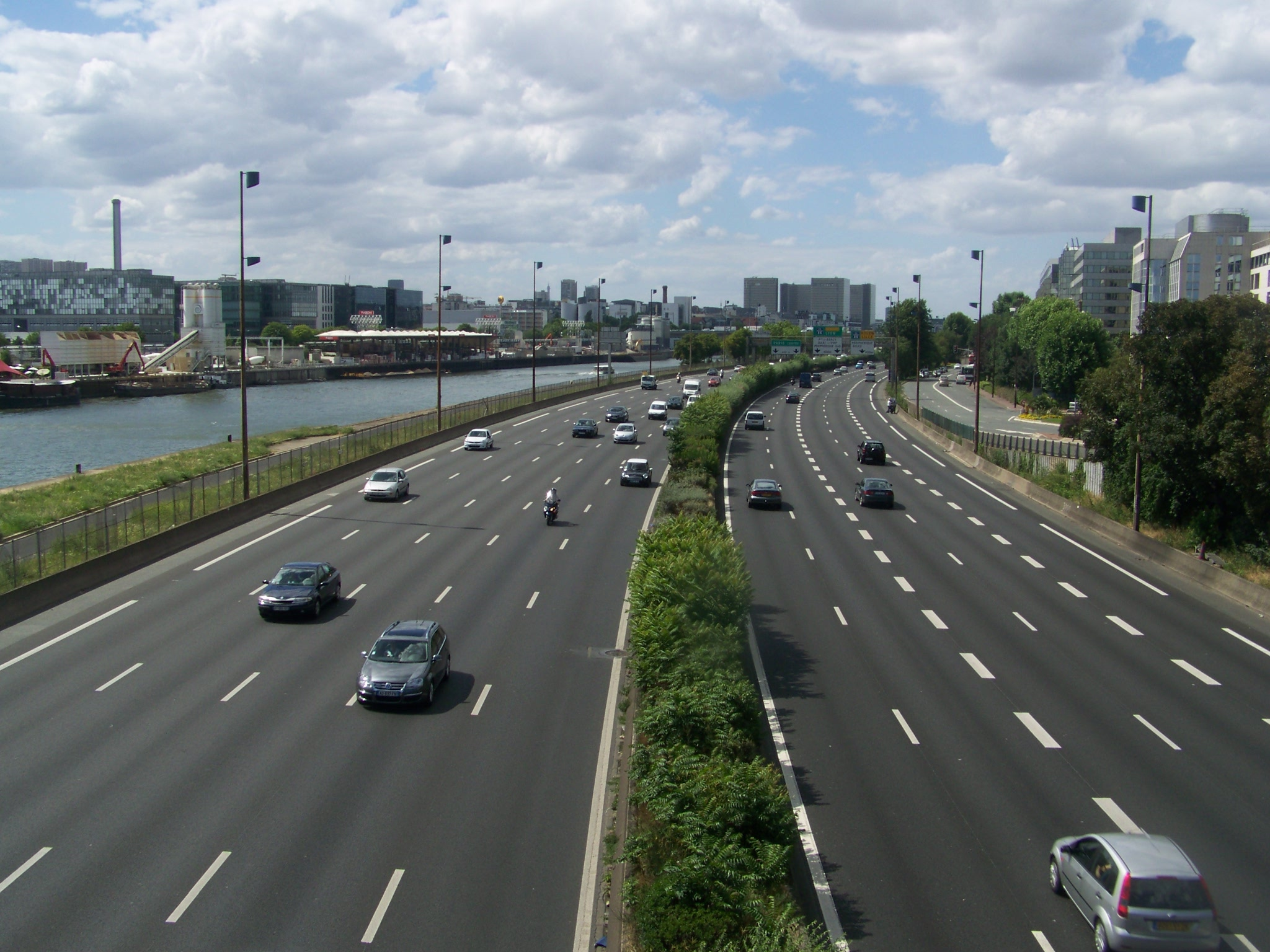
L'A4 à Charenton, direction Paris, Aire urbaine de Paris

Le risque d'accident (taux d'accident par distance parcourue) augmente avec la classe du trafic.
Le graphique qui aurait dû être présenté ici ne peut pas être affiché car il utilise l'ancienne extension Graph, désactivée pour des questions de sécurité. Des indications pour créer un nouveau graphique avec la nouvelle extension Chart sont disponibles ici.

### VRU départementales et communales
Les VRU départementales et communales représentent moins de 250 kilomètres de linéaire. Il a été estimé à moins de 250 km le linéaire des VRU départementales et communales.

### Région Bretagne
En Région Bretagne, jusqu'à l'ouverture récente de l'autoroute A84 provenant de Normandie, il n'y avait aucune autoroute mais uniquement des voies rapides. On raconte couramment que la raison remonte au traité d'union de la Bretagne à la France, Anne de Bretagne y aurait exigé que la circulation reste libre dans sa province. Ce privilège breton obtenu par Anne de Bretagne est une légende, ses contrats de mariage et l'édit du Plessis-Macé de 1532 garantissent bien des droits, libertés et privilèges à la Bretagne mais aucune disposition ne concerne les péages (appelés tonlieux) et les octrois qui ont de fait perduré jusqu’en 1943. Il est dit que la gratuité remonte à l'époque de Charles de Gaulle, qui aurait souhaité compenser l'éloignement et la situation enclavée de la région par la gratuité. En réalité, ces routes ont été majoritairement financées par les collectivités territoriales (les départements et la région), ce qui explique la contribution indirecte des Bretons au financement de leurs voies rapides tandis que les autoroutes payantes sont, le plus souvent, financées par le futur concessionnaire.
Dans les années 1950, la région consciente qu'elle avait accumulé de graves retards de développement, un comité d'étude et de liaison des intérêts bretons (CELIB) se forme sous l’autorité de René Pleven. La modernisation de l'agriculture, industrialisation, équipement universitaire et plan routier sont au menu.
Il faut attendre 1968 pour qu'un plan routier soit mis en place par l'État qui souhaitait, sous la vive impulsion des élus régionaux, désenclaver la région. Les autoroutes étant d'un coût trop élevé, il fut décidé de simplement réaménager les axes existants pour les porter à quatre voies. Peu à peu, ces axes sont portés au niveau des autoroutes : bitumage d'une bande d'arrêt d'urgence (et le marquage T1 inversé correspondant), suppression de la plupart des carrefours à niveaux (voie perpendiculaire traversant la chaussée, qu'on trouve encore à certains endroits).
Ce plan comprend :

Plan des voies rapides bretilliennes

- la Route nationale 12 reliant Rennes à Brest en passant par Lamballe, Saint-Brieuc, Guingamp et Morlaix
- la Route nationale 164 reliant Châteaulin à Montauban-de-Bretagne
- la Route nationale 165 reliant Nantes à Brest en passant par Vannes, Lorient et Quimper
- la Route nationale 166 reliant Vannes à Ploërmel
- la Route nationale 24 reliant Rennes à Lorient
- la Route nationale 137 reliant Nantes à Saint-Malo en passant par Rennes
- la Route nationale 157 permettant de relier la Bretagne à l'autoroute A81 au niveau du péage de La Gravelle.

Toutes ces voies rapides sont en cours de transformation vers des autoroutes, principalement dans l'objectif de mise aux normes.

### Région Hauts-de-France
En Nord-Pas-de-Calais, il y avait déjà plusieurs autoroutes gratuites avant 1963. Certaines voies rapides étaient déjà faites avant 1963 voies faites avec des carrefours à niveau ou giratoire.[réf. nécessaire]
On appelle certaines voies rapides à devenir des autoroutes.
Ce plan comprend les routes suivantes à avoir les normes autoroutières :
- La D601 Entre Dunkerque - Rosendael et la D625: La D601 était à Dunkerque une voie express et va devenir un boulevard urbain[61]
- La N42 entre St Omer et Boulogne-sur-Mer qui deviendra l'A260

Les plans d'aménagement de route express dans la région ont toutefois été ajustés.

## Suisse

Semi-autoroute réservée aux véhicules à moteurs

En Suisse, sont ouvertes uniquement aux véhicules à moteur les routes de type autoroutes et semi-autoroutes.
Une route est réputée autoroute, semi-autoroute, route principale ou route européenne pour ses usagers, dès qu'elle est signalée en conséquence.
Les autoroutes et semi-autoroutes sont des routes qui sont réservées à la circulation automobile et signalées comme telles. Les autoroutes ont des chaussées séparées pour chacune des deux directions et sont exemptes de croisées à niveau.
La vitesse maximale générale des véhicules peut atteindre, lorsque les conditions de la route, de la circulation et de visibilité sont favorables: 100 km/h sur les semi-autoroutes.

## Espagne
En Espagne, ce type de voie est appelé Autovía et se distingue des autoroutes appelées Autopistas car ces dernières il y a un péage à payer tandis que les Autovía sont gratuites.
En Espagne, depuis 1988, la loi définit les autovias et les voies rapides comme suit:
- Sont autovías les routes qui, sans reunir tous les critères des autoroutes, disposent de chaussées séparées pour chaque sens de circulation et une limitation d'accès aux propriétés adjacentes.
- Sont voies rapides les routes à chaussée unique avec une limitation totale d’accès aux propriétés adjacentes.

Ancienne signalisation de vías rápidas.

Les anciennes vías rápidas sont devenues vías para automóviles.

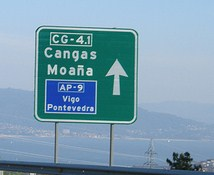
Signalisation des vías rápidas, dénommées Corredores, en Galice.

En Espagne, les vías rápidas étaient des routes avec une limitation totale d'accès aux propriétés riveraines et, de même que pour les autovías, sans passage ni croisement au même niveau , que ce soit pour les sentiers, les voies, les lignes de chemin de fer, les tranvías ou autre servitude de passage. En général il s'agissait de voies à une seule chaussée avec une voie dans chaque sens. La signalisation d'une vía rápida disposait d'un fond vert avec la dénomination de la route d'origine.
La « vía rápida » n'est qu'une route conventionnelle de meilleurs qualité de circulation due à ses meilleures caractéristiques de tracé, son contrôle total d'accès et l'absence d'intersection de même niveau. Cette meilleure qualité de circulation et de capacité l'ont convertie en une alternative économique à l'autovía lorsqu'aucune croissance de trafic n'est prévue. Dans le cas contraire, la première chaussée d'une autovía est construite.
Contrairement à ce qui se croit, ces routes sont très sures à chaque fois qu'elles sont utilisées selon leur but original (route d'une chaussée à deux sens). Elles permettent d'éliminer la dangerosité des croisements qui sont le scénario d'un certain nombre d'accidents latéraux avec les routes comarcales, et elles évitent la lenteur des ronds-points. Cependant, la non-séparation des deux sens de circulation ne permet pas d'éliminer l'un des majeurs dangers de ce type de routes : le choc au cours des dépassements et autres manœuvres.

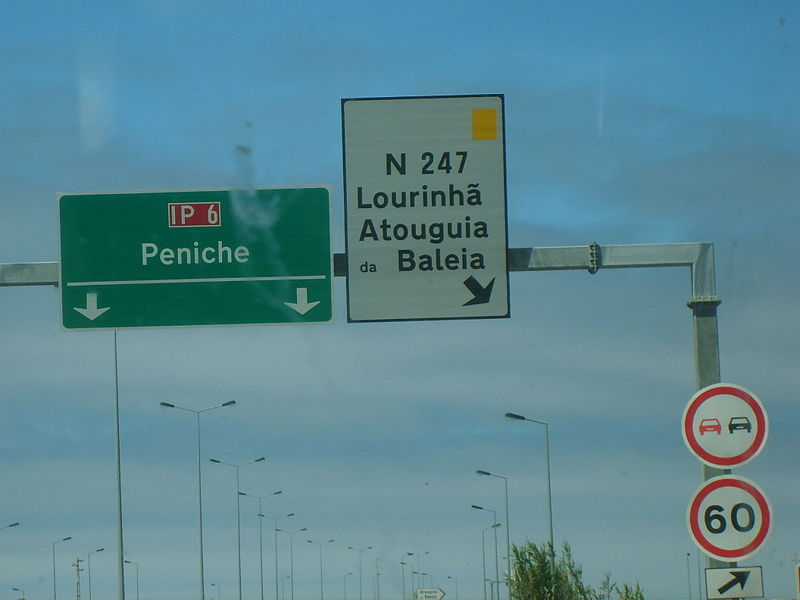
Signalisation des vías rápidas au Portugal.

Pour ces raisons, et parce que l’appellation « vía rápida » a donné lieu à des confusions sur la vitesse adéquate et la sécurité de ce type de routes lors des dépassements, la réforme du Reglamento del Código de la Circulación de 2003 a éliminé cette catégorie de classification de routes, en leur donnant le nom générique de vía para automóviles, qui reste en vigueur jusqu'à l'actuelle Ley de Carreteras, en éliminant sa signalisation spécifique. Cette réforme permet également d'éviter la confusion des conducteurs étrangers pour lesquels les autovías ou routes de caractéristiques similaires (à chaussées séparées et avec deux voies par sens) sont également signalées par la couleur verte, comme au Danemark.
Par ailleurs, en raison de la coordination entre gouvernements régionaux et central, en Galice, ce type de voie existe aussi bien en fonctionnement qu'en construction, avec la signalisation verte propre aux voies rapides mais sous la dénomination « Corredor. Vía de altas prestaciones » (Corridor, voie de haute prestation) comme pour la route CG-2.2.

## Portugal
Au Portugal, ces routes continuent de fonctionner, et sont une classification intermédiaire entre route nationale et autoroute.

Panneau d'accès à une Superstrada en Italie

## Italie
Voir : Norme italienne pour la construction des routes (Strade), voies rapides (Superstrade) et autoroutes (Autostrade)
En Italie, le Codice della Strada différencie les différents types de routes et autoroutes.
Les autostrade extraurbane principali sont des autoroutes de type B, c'est-à dire des routes à chaussées séparées disposant de deux voies de circulation dans chaque direction avec l'absence de croisement au même niveau. Ces autoroutes de catégorie "B" sont très similaires à des autoroutes de catégorie "A" mais respectent des standards constructifs moins élevés, rayons de courbure et pentes. Elles sont réservées aux véhicules à moteur, mais elles sont signalées en bleu (norme de la signalisation routière) plutôt qu'en vert (norme de la signalisation autoroutière). La vitesse y est limitée à 110 kilomètres par heure au lieu de 130 sur les autoroutes.
Les voies rapides Superstrada sans séparation centrale sont considérées comme des routes et leur vitesse est limitée à 90 km/h
Les 3 types de Superstrade italiennes :

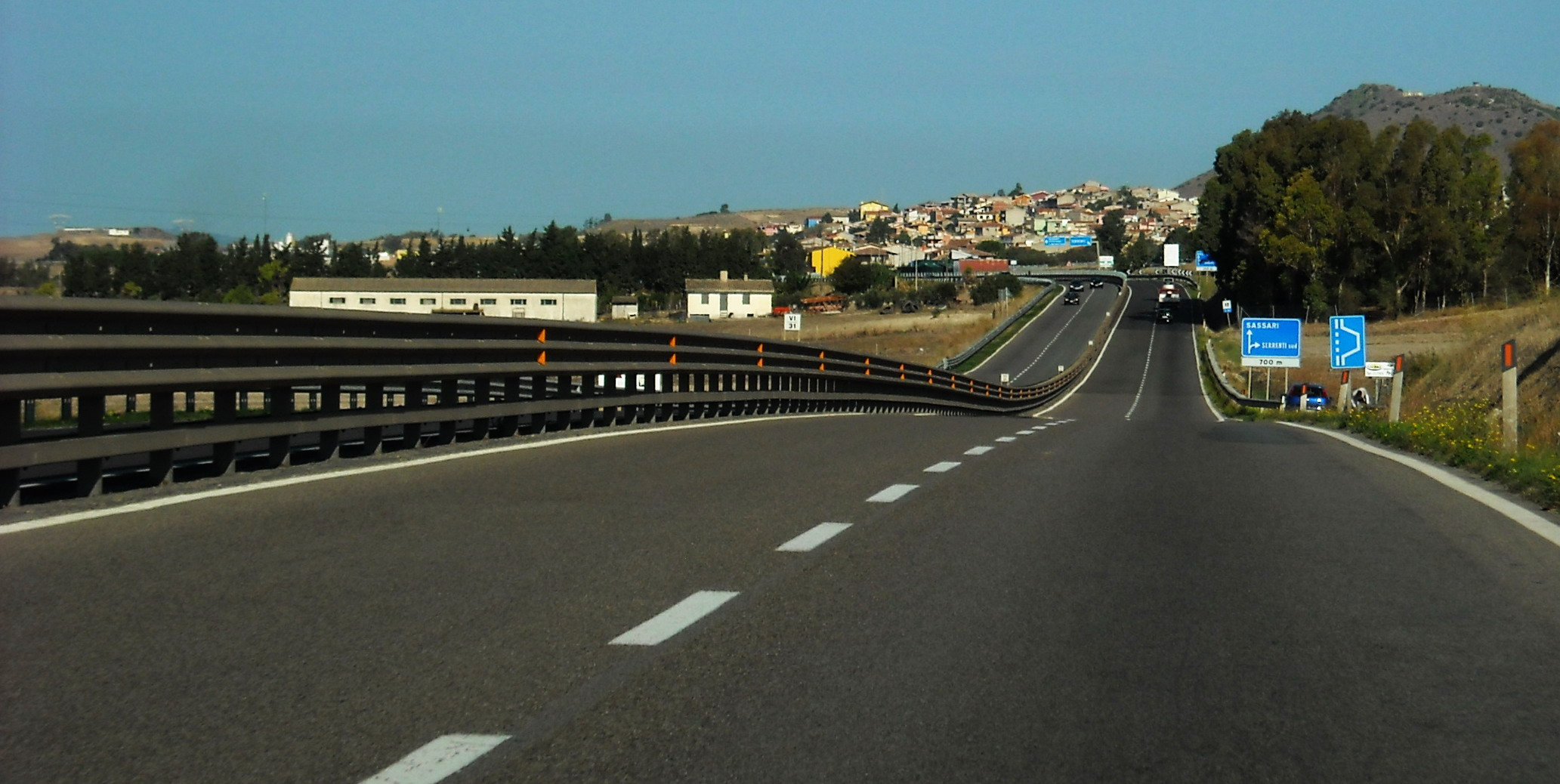
Superstrada SS.131 en Sardaigne Cagliari-Oristano-Sassari-Porto Torres, véritable épine dorsale de l'île du sud au nord - route nationale 2x2 voies.
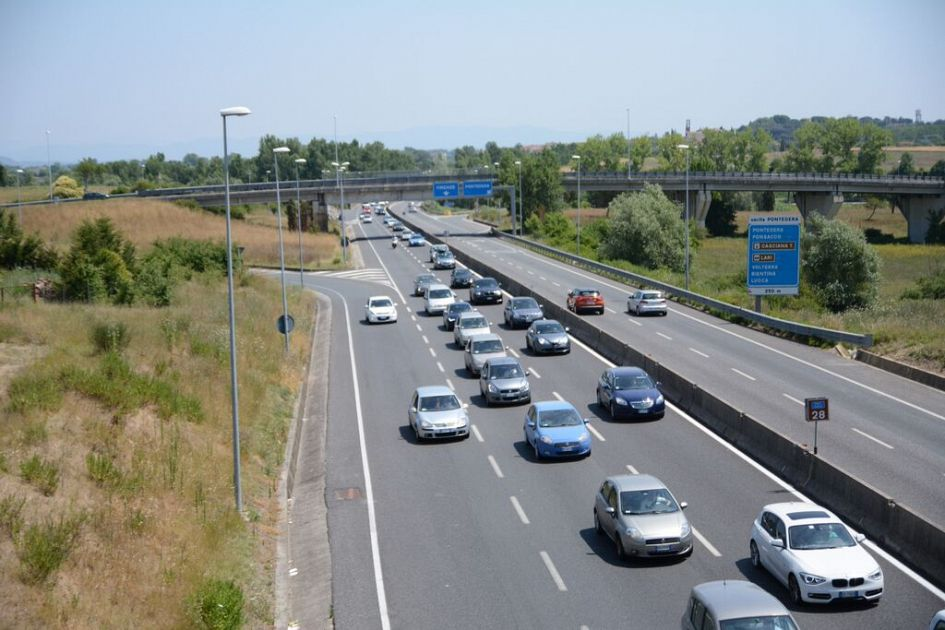
Superstrada  Florence-Pise-livourne - SGC Strada di Grande Communicazione (Route de Grande Communication) "FI-PI-LI"
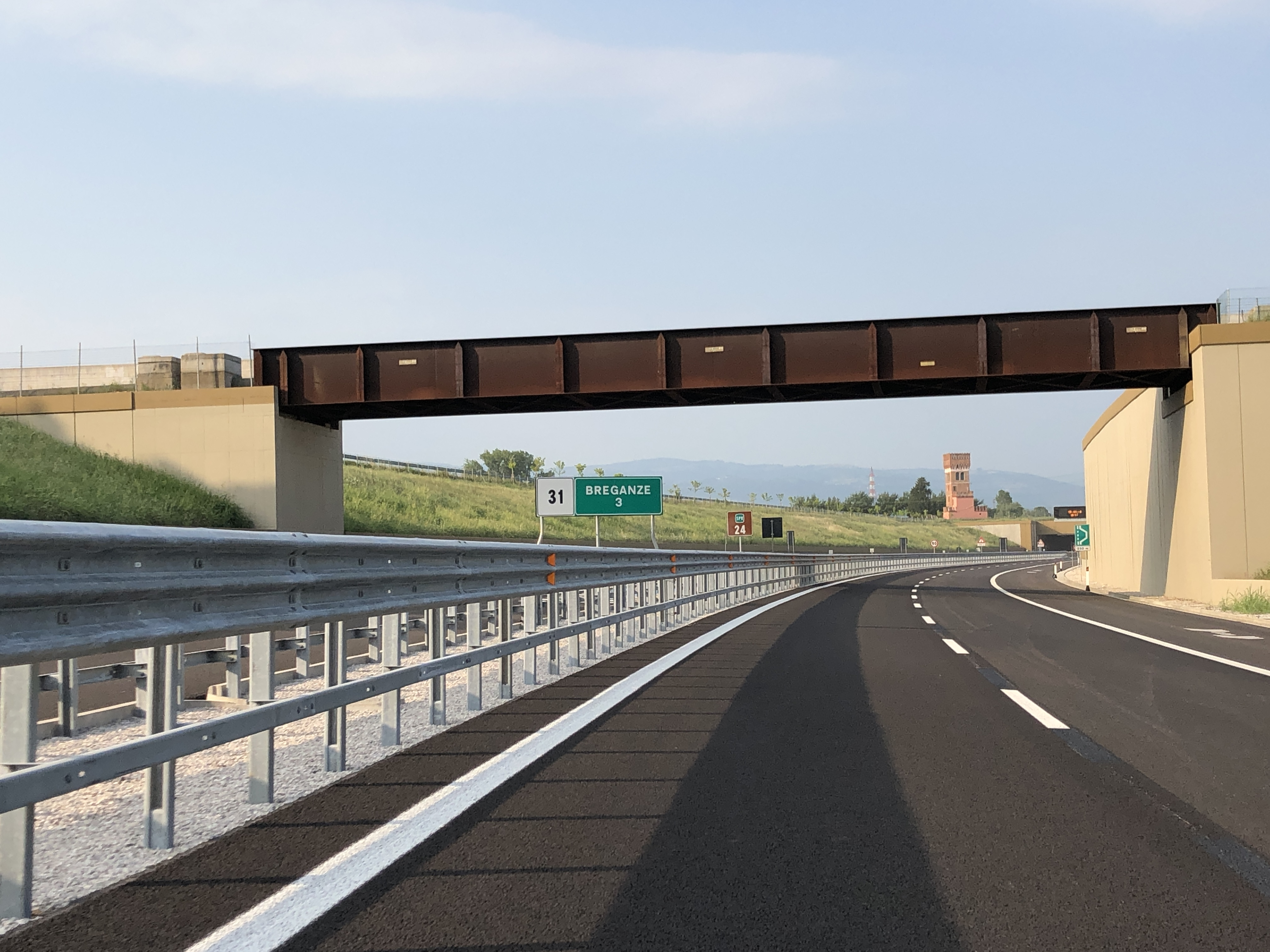
Superstrada Pedemontana Veneta relie la sortie "Montecchio" sur l'Autoroute A4 "Serenissima" - A31 "Val d'Astico" - Bassano del Grappa - A27, seule Superstrada à péage classée Autoroute "B".

## Pays-Bas

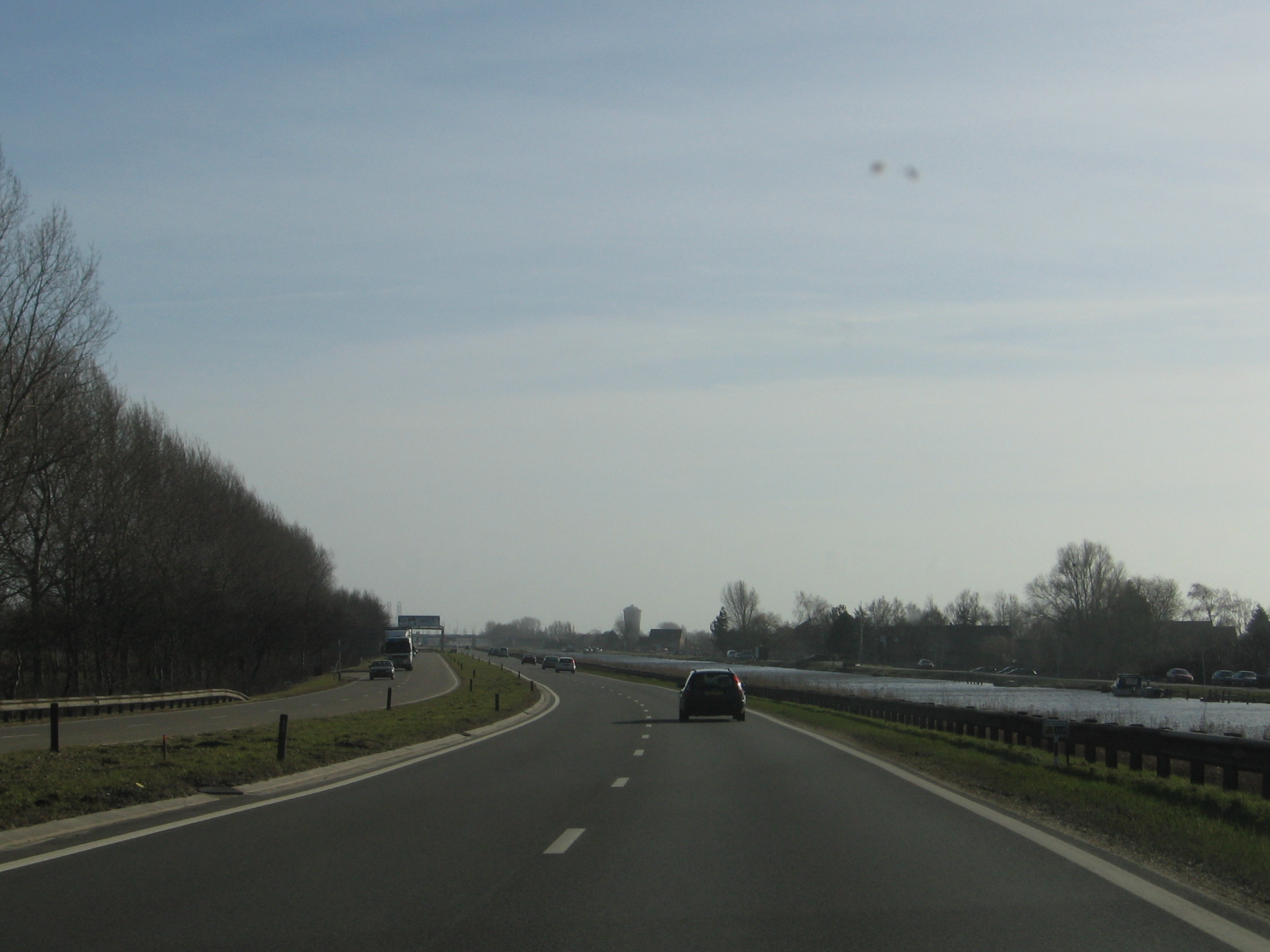
Autoweg N246 / Assendelft: autoweg à 2×2-voies
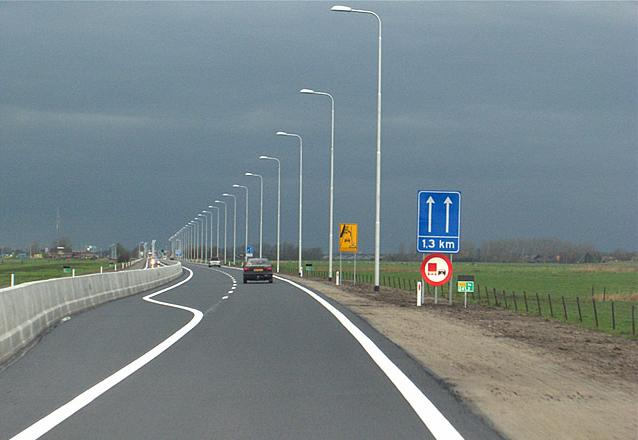
Autoweg N50 / Zwolle
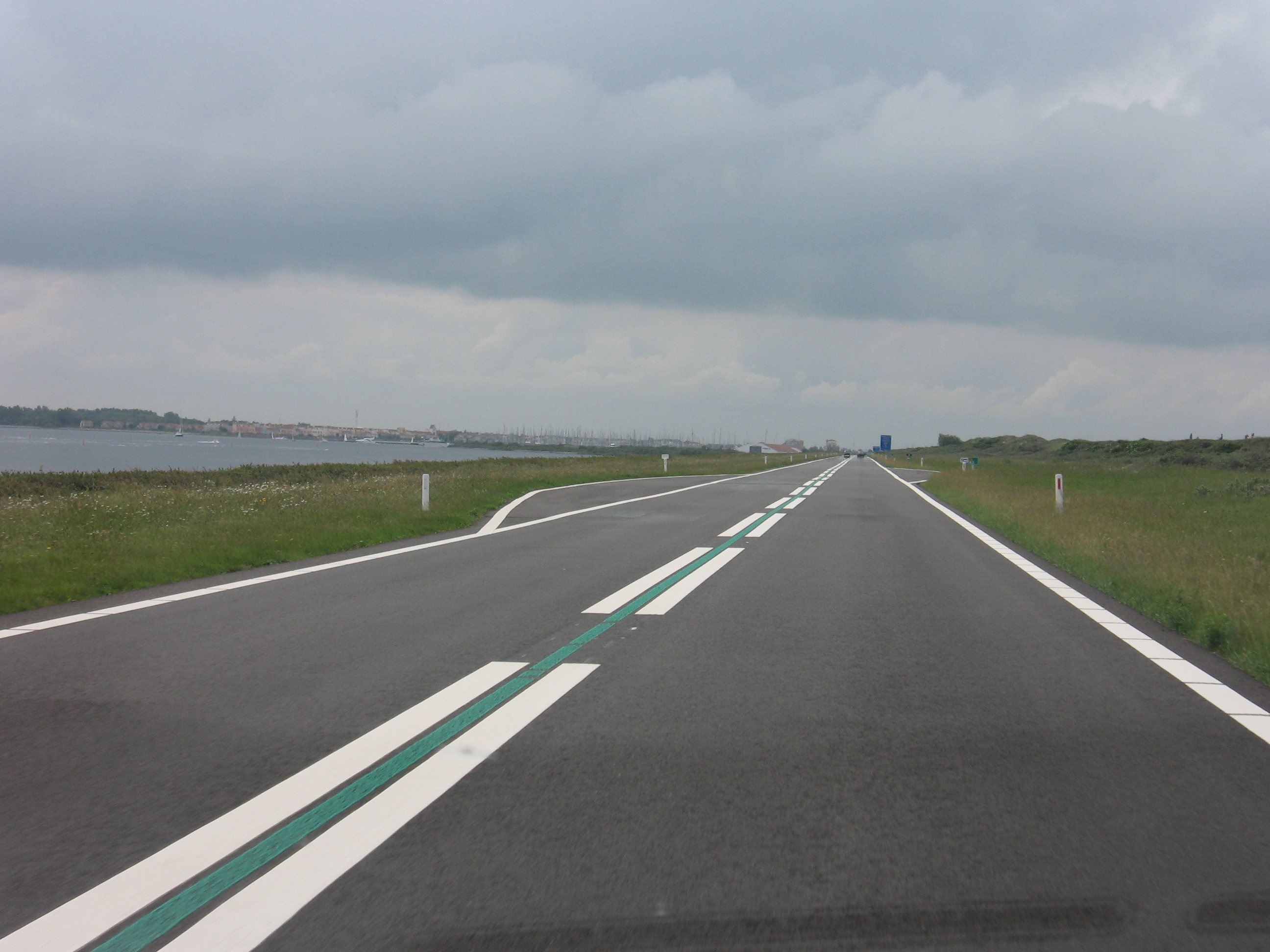
Marquage continu sur le côté droit. Double marquage rempli de vert sur la ligne centrale de division des sens de circulation, qui agit comme un terre plein central virtuel pour décourager le franchissement.
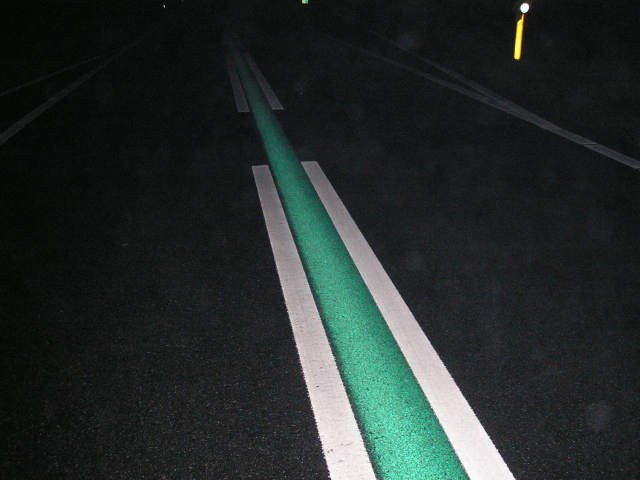
Double marquage rempli de vert sur la ligne centrale de division des sens de circulation, qui agit comme un terre plein central virtuel pour décourager le franchissement.

Jusqu'en 1990, les Pays-Bas utilisaient les termes Autoweg et Autoweg met gescheiden rijbanen en ongelijkvloerse kruisingen. Ce dernier est devenu Autosnelweg et n'est donc plus une Autoweg.
Aux Pays-Bas, les routes sont à présent classées en utilisant la Sustainable Safe Vision. Les Autoweg sont généralement catégorisées dans les routes régionales de type stroomweg, autorisant une vitesse maximale de (100 km/h) et une fonction flot. Les routes régionales d'après la politique de Sustainable Security doivent fournir des voies physiquement séparées et des intersections dénivelées. Cependant, les autowags existantes varient des routes 2x2 voies avec BAU (comme la N3 à Dordrecht et la N348 à Brummen) à la simple voie d'une seule voie simplement marquée pour la séparation des directions de conduite (cela se trouve principalement dans le nord-est des Pays-Bas. En plus, par opposition aux autoroutes, les croisement peuvent parfois être au même niveau, et parfois même avec des feux tricolores.
De ce fait, il est difficile de reconnaître une autoweg sur une carte, car certaines autowegs se rapprochent plus d'une autoroute, alors que d'autres se rapprochent plus d'une route limitée à 80 km/h.
Pour améliorer la distinction par rapport aux routes à 80 km/h, les autoegs qui ne peuvent pas être convertis en routes à chaussées séparées et croisement dénivelés disposent d'un marquage au sol singulier :
- Marquage continu sur le côté droit,
- Double marquage rempli de vert sur la ligne centrale de division des sens de circulation, qui agit comme un terre plein central virtuel pour décourager le franchissement.